# Николаев
Никола́ев (укр. Микола́їв) — город на юге Украины, административный центр Николаевской области, Николаевского района и Николаевской городской общины. Один из крупнейших экономических центров юга Украины.
Появление города связано со строительством кораблестроительной верфи. В XIX веке стал центром кораблестроения на Чёрном море, а также центром управления Черноморским флотом. Во второй половине XX века был одним из важнейших регионов советского судостроения.
В марте 2022 года за отпор вторжению России на Украину награждён званием Город-герой.

## Название

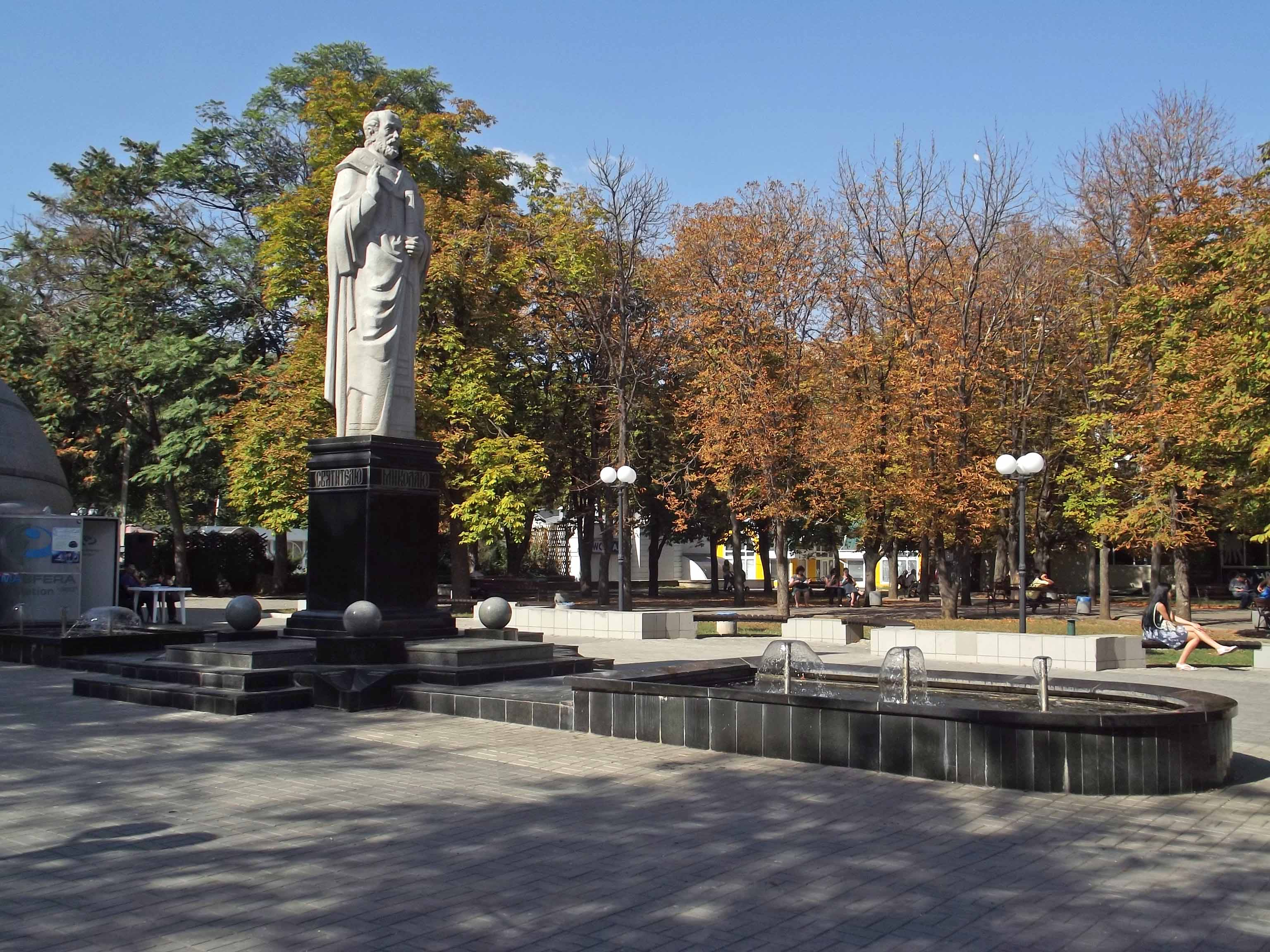
Памятник Св. Николаю

В первый год строительства верфи в устье Ингула она не имела определённого названия. В переписке князя Г. А. Потёмкина с М. Л. Фалеевым и другими лицами верфь называлась по-разному: Ингульская верфь, Верфь на Ингуле, Усть-Ингул и т. д.
Название Николаев известно из ордера № 1065 князя Потёмкина Фалееву от 27 августа (7 сентября) 1789:
Фаборову дачу именовать Спасское, а Витовку Богоявленское, новозаводскую верфь на Ингуле город Николаев.
Город получил название в память о победе, одержанной в 1788 году русскими войсками — взятии турецкой крепости Очаков в день покровителя моряков, святителя Николая Мирликийского.

## История

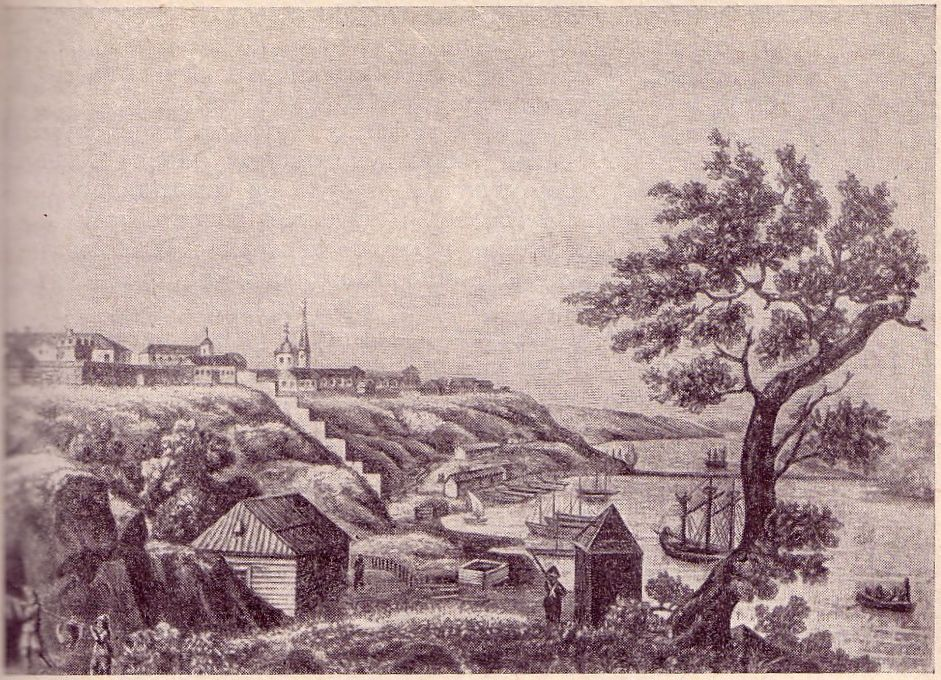
Вид Николаева, конец XVIII века

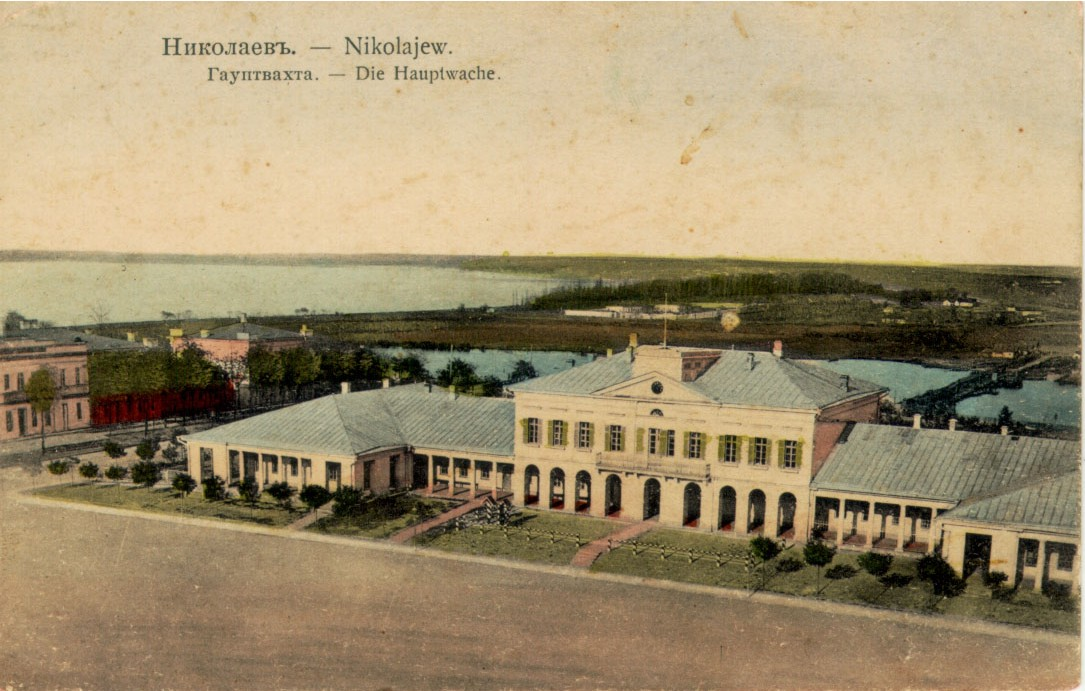
Вид на Соборную площадь и здание гауптвахты, конец XIX века

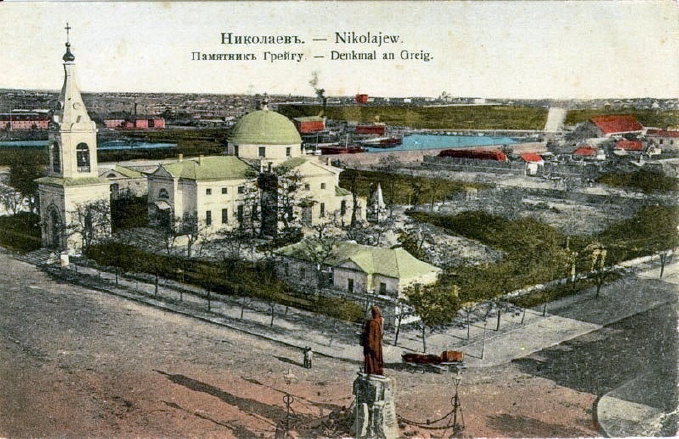
Адмиралтейский собор, начало XX века

По указу князя Григория Потёмкина в устье реки Ингул под руководством полковника Михаила Фалеева в 1788 году была заложена верфь, вокруг которой начал строиться город.
Днём основания Новой Верфи считается 27 апреля 1789 года. Этим числом датировано предписание Потёмкина Фалееву «Завести верфь на Ингуле».
В 1790 году был спущен с верфи первый корабль — 46-пушечный фрегат «Святой Николай». Им было положено начало постройки в Николаеве крупных парусных военных кораблей и определена основная отрасль города — судостроение.
Николаев строился по плану, составленному Иваном Старовым — с прямыми улицами и кварталами правильной формы.
Долгое время в Николаеве дислоцировались штаб Черноморского флота и управление Севастопольского и Николаевского военного губернатора (эту должность традиционно занимал главный командир Черноморского флота и портов). Во время Крымской войны он стал главной тыловой базой. Большинство предприятий, которые создавались в городе, относились к военно-промышленному комплексу, и в связи с этим Николаев много десятилетий был закрыт для посещения иностранцами.
В марте 1816 года назначение на должность губернатора («Севастопольского и Николаевского военного губернатора») получил адмирал Алексей Грейг. Находясь в этой должности до 1833 года, он многое сделал для обустройства Николаева. В городе были воздвигнуты портовые сооружения, создано кредитное общество, активизировалась морская торговля, появился Морской бульвар, начались работы по освещению города, прокладке тротуаров, открыты мужские и женские училища, построен приют. В 1820 году Грейг основал в Николаеве морскую астрономическую обсерваторию. В 1826 году он впервые в истории русского флота создал в Николаеве штаб, в задачу которого входила организация боевой подготовки флота в мирное время и разработка планов операций во время войны.
С 1860 года по 1871 год военным губернатором Николаева был Богдан фон Глазенап. По его ходатайству высочайшим повелением в городе в 1862 году был открыт коммерческий порт для захода иностранных судов, а город — для приезда и жизни иностранцев. В связи с этим в городе были учреждены иностранные консульства. Всё это послужило толчком к преобразованию Николаева в большой торговый порт.
Уже в конце XIX века Николаевский порт занимал третье место после Санкт-Петербурга и Одессы по объёму зарубежной торговли, а по экспорту зерна, поставщиками которого были степные губернии — первое место в стране. Сам Николаев стал большим промышленным центром на юге Российской империи.
В 1918-19 годах Николаев впервые пережил оккупацию иностранными войсками. В 1920 году здесь утвердилась советская власть.
Центр Херсонской (январь — декабрь 1920) и Николаевской (1920—1922) губерний Украинской ССР. Уездный (1922—1923), окружной и районный (1923—1925) центр Одесской губернии Украинской ССР, окружной (1925—1930) и районный (с 1925) центр Украинской ССР, районный центр Одесской области (1932—1937). С 1937 — центр Николаевской области.
С началом Великой Отечественной войны Николаев 16 августа 1941 года был оккупирован. Во время оккупации в Николаеве действовала подпольная диверсионная группа «Николаевский центр». 28 марта 1944 года город был освобождён от гитлеровских войск советскими войсками 3-го Украинского фронта и силами Черноморского флота в ходе Одесской операции, в частности, а также благодаря десанту Ольшанского. В послевоенное время Николаев стал одним из центров судостроения СССР. Суда выпускали три судостроительных завода — Черноморский судостроительный завод, завод имени 61 коммунара и завод «Океан».
|                 |                            |                       |                       |                     |
| Городской совет | Жилой дом-особняк, XIX ст. | Ротонда начала ХХ ст. | Доходный дом, XIX ст. | Здание гимназии № 1 |

### Вторжение России на Украину

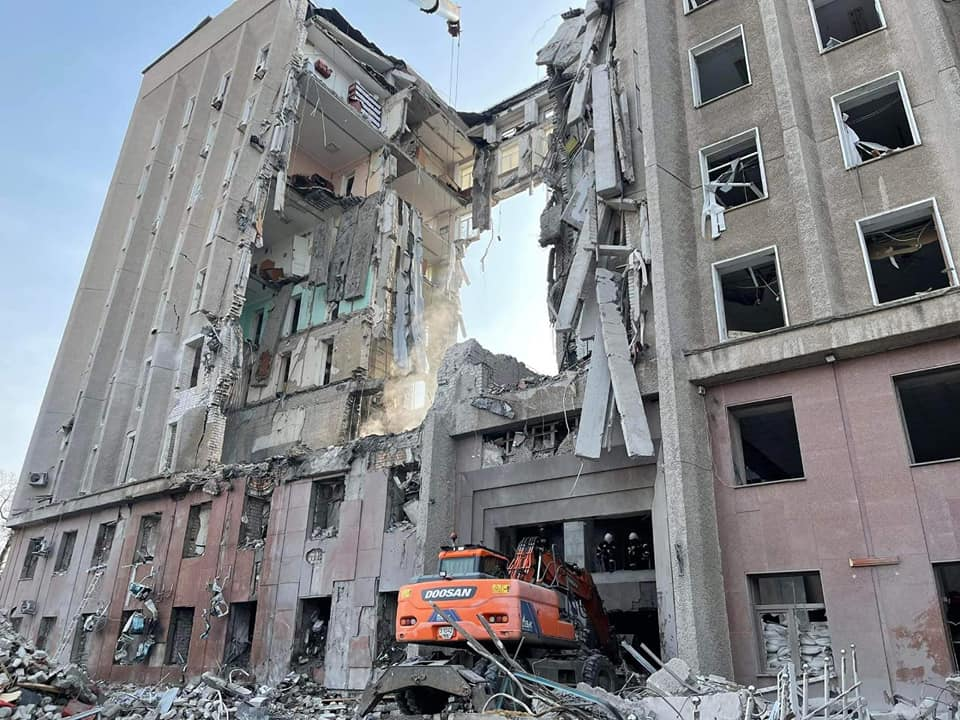
Николаевская облгосадминистрация после российского ракетного удара 29 марта 2022

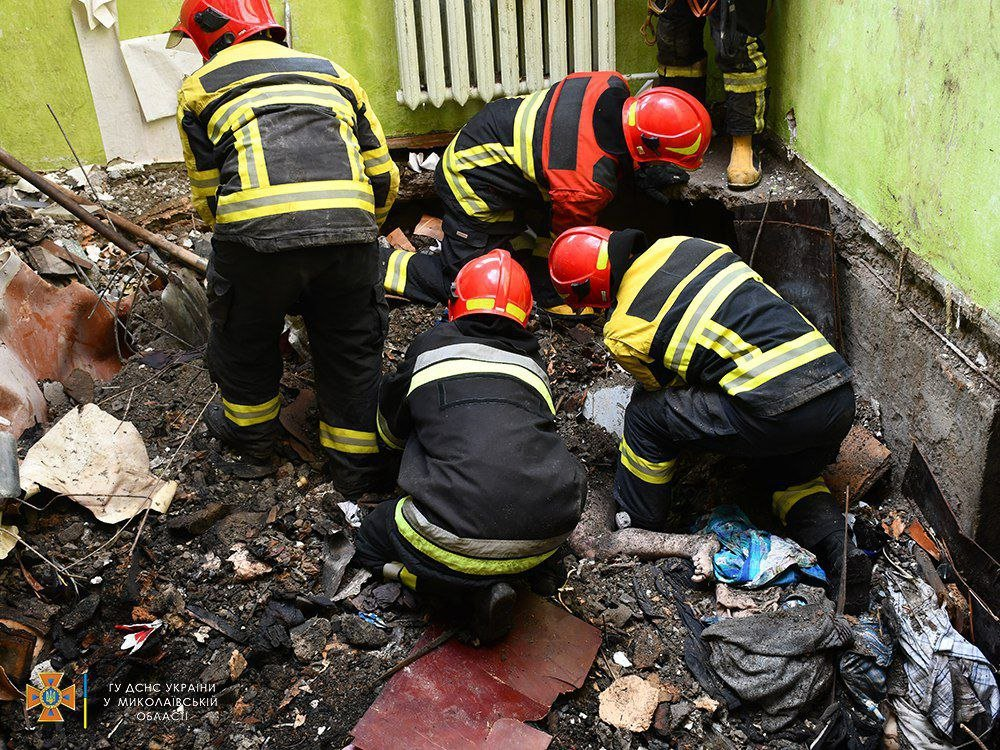
Извлечение тела погибшего человека в разрушенном 5-этажном жилом доме после российского ракетного обстрела 29 июня 2022

Утром 24 февраля 2022 года, в день вторжения России на Украину, Вооружённые силы Российской Федерации нанесли ракетные удары по военной инфраструктуре Николаева. По данным властей города, был обстрелян аэродром Кульбакино и склад горюче-смазочных материалов. В дальнейшем город обстреливали практически ежедневно, военными экспертами отмечалось использование С-300В для неизбирательного обстрела Николаева. С 12 по 24 марта бои шли в самом городе, потом российская армия была отброшена к границе области.
18 марта российские войска ракетным ударом по Николаеву убили более 50 украинских военных, тела которых извлекли из-под завалов казармы.
29 марта российская армия нанесла ракетный удар по зданию Николаевской областной государственной администрации. Была разрушена центральная часть здания, убиты 37 человек и ранены не менее 33.
16 июня российские войска обстреляли кассетными боеприпасами жилой квартал Николаева, повредив 5 частных и один трехэтажный жилой дом. Всего к этому времени они убили более сотни жителей города и ранили около полутысячи. 17 июня русские опять обстреляли спальные районы города, убив минимум двоих жителей и ранив 20. 29 июня россияне выпустили по Николаеву более 10 ракет, и при разрушении пятиэтажного жилого дома погибло минимум четверо, а еще четверо мирных жителей были ранены. Утром 29 июля россияне обстреляли остановку городского транспорта и убили пятерых.
В городе повреждено водоснабжение. Николаев находится на берегу реки Южный Буг, однако вода в реке слишком солёная, чтобы её можно было пить, поэтому водоснабжение города осуществлялось по двум трубам из Днепра, водозаборные сооружения которых находились в оккуппированной российскими войсками Херсонской области. 12 апреля трубопровод был повреждён в месте, расположенном недалеко от российской военной техники, и подача воды в Николаев прекратилась. По мнению эксперта по военной криминалистике Криса Кобб-Смита (англ. Chris Cobb-Smith) и эксперта по безопасности Майкла Уилана (англ. Michael Whelan), спутниковые снимки и фотографии повреждения трубопровода свидетельствуют о его намеренном подрыве. Профессор гуманитарного права Женевского университета Марко Сассоли (фр. Marco Sassòli), входивший в состав миссии экспертов Московского механизма ОБСЕ в Украине, считает уничтожение трубопровода нарушением международного гуманитарного права.
Украинские власти пытались договориться с Россией о прекращении огня для ремонта трубопровода, но их предложения были отклонены. В результате несколько недель Николаев находился без централизованного водоснабжения, после чего в трубы была запущена солёная вода из Южного Буга; текущая по трубам вода является технической, не пригодной для питья и имеющей жёлтоватый цвет. Солёная вода разъедает трубы, из-за чего постоянно происходят их прорывы; ведутся ремонтные работы, но коммунальные службы успевают ремонтировать только основные повреждения; в будущем потребуется полная замена системы водоснабжения Николаева. Питьевую воду жители добывают из скважин или берут из цистерн, завозимых в город, при этом в городе наблюдается дефицит питьевой воды. 27 апреля 2023 года Вооружённые силы Российской Федерации ракетной атакой из «Калибров» обстреляли город. Одна из ракет поразила многоэтажное здание, ещё две ракеты подбили частные дома. При обстреле был убит один человек и ранено более двадцати.

## Население

### Численность населения
| 1863     | 1897     | 1923     | 1926     | 1939     | 1959     | 1970     | 1979     | 1989     |
| -------- | -------- | -------- | -------- | -------- | -------- | -------- | -------- | -------- |
| 64 600   | ↗92 012  | ↘82 264  | ↗101 182 | ↗166 688 | ↗226 207 | ↗331 037 | ↗439 915 | ↗502 776 |
| 1992     | 1998     | 2001     | 2003     | 2004     | 2006     | 2008     | 2009     | 2010     |
| ↗515 400 | ↗517 900 | ↘514 136 | ↘511 522 | ↘509 651 | ↘508 350 | ↘506 381 | ↘504 328 | ↘501 183 |
| 2011     | 2014     | 2015     | 2020     | 2021     | 2022     |          |          |          |
| ↘498 748 | ↘494 922 | ↘494 381 | ↘480 080 | ↘476 101 | ↘470 011 |          |          |          |

По официальным данным текущего статистического учёта (данные Главного управления статистики в Николаевской области), на 1 января 2016 года население Николаевской области составило 1 миллион 158,2 тысячи человек. За прошедший год численность населения уменьшилась на 6 тысяч 135 жителей.
Уменьшение населения произошло за счет естественного сокращения на 6 тысяч 341 чел., одновременно зафиксирован миграционный прирост — 206 чел. Население самого города Николаева на 2015 год составляет 494 381 чел., на 1 января 2016 года составило 493 583 чел.
| 1911    | 1926    | 1959    | 1964    | 1989    | 2001    | 2006    | 2012    | 2013    | 2014    | 2015    |
| ------- | ------- | ------- | ------- | ------- | ------- | ------- | ------- | ------- | ------- | ------- |
| 105 000 | 104 909 | 226 000 | 272 000 | 523 800 | 514 100 | 507 000 | 497 032 | 496 188 | 494 922 | 494 381 |

### Национальный состав
Национальный состав населения Николаева в градации 1926—2001 гг.:
|          | 1926   | 1939   | 1959   | 2001   |
| украинцы | 29,9 % | 49,7 % | 59,7 % | 72,7 % |
| русские  | 44,6 % | 31,0 % | 30,3 % | 23,1 % |
| евреи    | 20,8 % | 15,2 % | 6,8 %  | 0,5 %  |
| белорусы | 0,3 %  | 0,7 %  | 1,0 %  | 0,8 %  |
| болгары  | 0,2 %  | 0,6 %  | 0,6 %  | 0,8 %  |
| поляки   | 1,7 %  |        |        |        |
| немцы    | 1,1 %  | 0,9 %  | 0,1 %  |        |

### Языковой состав
По данным переписи 1897 года, Николаев, входя в состав преимущественно украиноязычного Херсонского уезда, являлся преимущественно русскоязычным городом:
| Язык                       | Численность, чел. | Доля     |
| -------------------------- | ----------------- | -------- |
| Русский («великорусский»)  | 61 023            | 66,31 %  |
| Идиш («еврейский»)         | 17 949            | 19,51 %  |
| Украинский («малорусский») | 7 780             | 8,46 %   |
| Польский                   | 2 612             | 2,84 %   |
| Другие                     | 2 648             | 2,88 %   |
| Итого                      | 92 012            | 100,00 % |

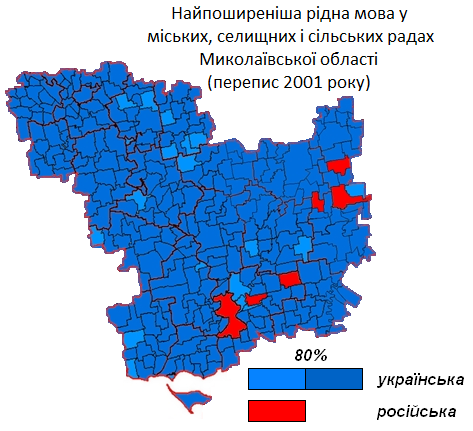
Языковая карта Николаевской области по переписи 2001 года. Преимущественно русскоязычный Николаев окружён преимущественно украиноязычной сельской местностью.

Родной язык населения по данным переписи 2001 года:
| Язык       | Численность, чел. | Доля     |
| ---------- | ----------------- | -------- |
| Украинский | 214 710           | 42,17 %  |
| Русский    | 289 224           | 56,81 %  |
| Другое     | 5 168             | 1,02 %   |
| Итого      | 509 102           | 100,00 % |

Родной язык по переписи 2001 года в районах Николаева и населённых пунктах горсовета:
|                 | украинский | русский | болгарский | армянский |
| Заводской р-н   | 37,48 %    | 61,68 % | 0,04 %     | 0,15 %    |
| Корабельный р-н | 55,17 %    | 43,75 % | 0,04 %     | 0,30 %    |
| Ленинский р-н   | 38,38 %    | 60,85 % | 0,04 %     | 0,16 %    |
| Центральный р-н | 42,65 %    | 55,98 % | 0,75 %     | 0,13 %    |
| Николаев        | 42,17 %    | 56,81 % | 0,25 %     | 0,17 %    |

После принятия в 2012 году закона «Об основах государственной языковой политики» преобладание русского языка в городе послужило поводом придания ему статуса регионального. 31 июля 2018 года суд удовлетворил иск прокуратуры о признании недействительным решение областного совета о предоставлении русскому языку статуса регионального в Николаевской области. 8 июля 2021 года Николаевский окружной админсуд отменил решение Николаевского городского совета о предоставлении русскому языку статуса регионального в Николаеве.
Украинский язык является единственным официальным языком Николаева.
Вторжение России на Украину спровоцировало новую волну украинизации в городе, всё больше людей предпочитают говорить на украинском языке. 17 июня 2022 года исполнительный комитет Николаевского городского совета принял решение о запрете использования русского языка в коммунальных учреждениях общего среднего образования г. Николаева с 1 сентября 2022 года.
23 февраля 2023 года решением Николаевского городского совета в Николаеве утверждена «Программа развития и функционирования украинского языка в г. Николаеве на 2023—2025 годы». Также после начала полномасштабного российского вторжения в Николаеве демонтируют русскоязычные информационные стенды, доски, вывески и наружную рекламу.
Согласно опросу, проведённому Международным республиканским институтом в апреле-мае 2023 года, на украинском дома разговаривали 30 % населения города, на русском — 61 %.
Согласно опросу, проведённому Международным республиканским институтом в апреле-мае 2024 года, на украинском языке дома разговаривали 49 % населения города, на русском — 75 % (в отличие от опроса 2023 года был разрешён выбор нескольких вариантов).
По данным Государственной службы статистики Украины в 2023/24 учебном году все 105 654 учащихся в учреждениях общего среднего образования в Николаевской области обучались в украиноязычных классах.

## География

### Физико-географическое положение

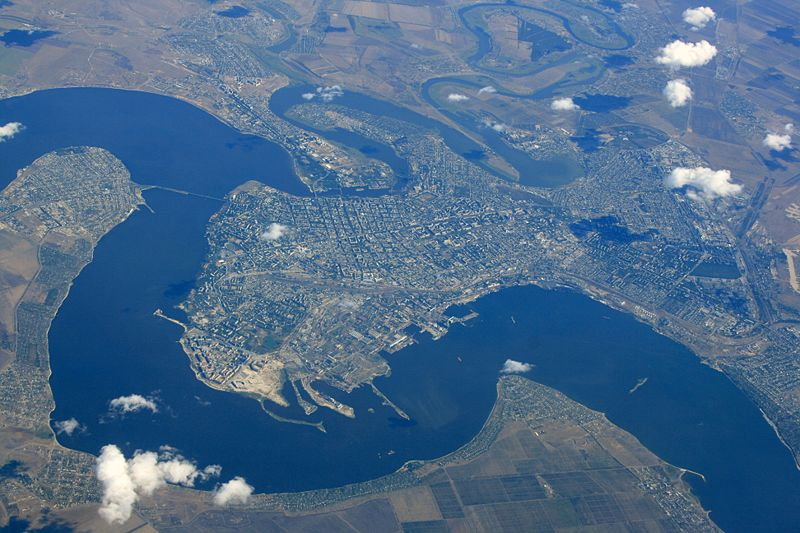
Вид на Николаев с высоты 10 км

Николаев находится на юге степной зоны Украины. Город расположен на полуострове, омываемом водами рек Южный Буг и Ингул.
Территория города составляет 260 км².
Николаев находится во втором часовом поясе (восточноевропейское время). Смещение относительно Всемирного координированного времени составляет +2:00 зимой (EET) и +3:00 летом (EEST). До 1990 года, как и на всей территории УССР, в Николаеве применялось время третьего часового пояса (московское декретное время).
Расстояние до ближайших крупных городов:
- На север:
  - Кривой Рог — 148 км.
  - Днепр — 282 км.
  - Харьков — 458 км.
- На юг:
  - Одесса — 111 км.
  - Бухарест (Румыния) — 538 км.
  - София (Болгария) — 832 км.
- На восток:
  - Мелитополь — 254 км.
  - Запорожье — 255 км.
  - Донецк — 451 км.
- На запад:
  - Одесса — 111 км.
  - Кишинёв (Молдова) — 237 км.
  - Бухарест (Румыния) — 538 км.

### Экология

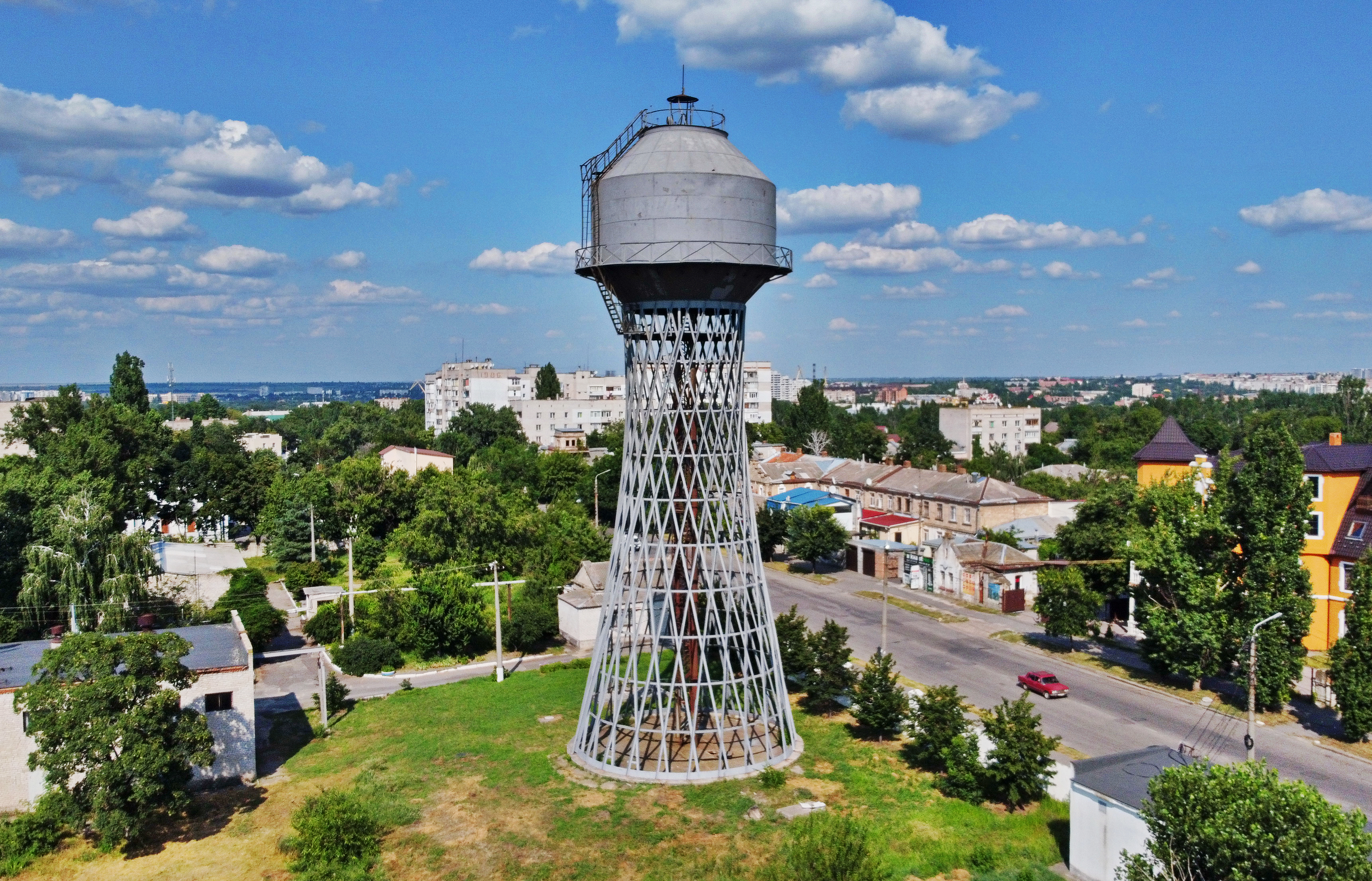
Шуховская водонапорная башня

Экологические проблемы Николаева типичны для многих городов Украины: загрязнение водоёмов и рек, атмосферы, подземных вод, качество питьевой воды, шум, управление отходами, сохранение биологического разнообразия на территории города.
Одной из самых острых проблем остаётся вопрос обращения с твёрдыми бытовыми отходами.
В черте города расположено 18 объектов природно-заповедного фонда общей площадью около 1184 га (4,5 % городской территории):
- Николаевский зоопарк;

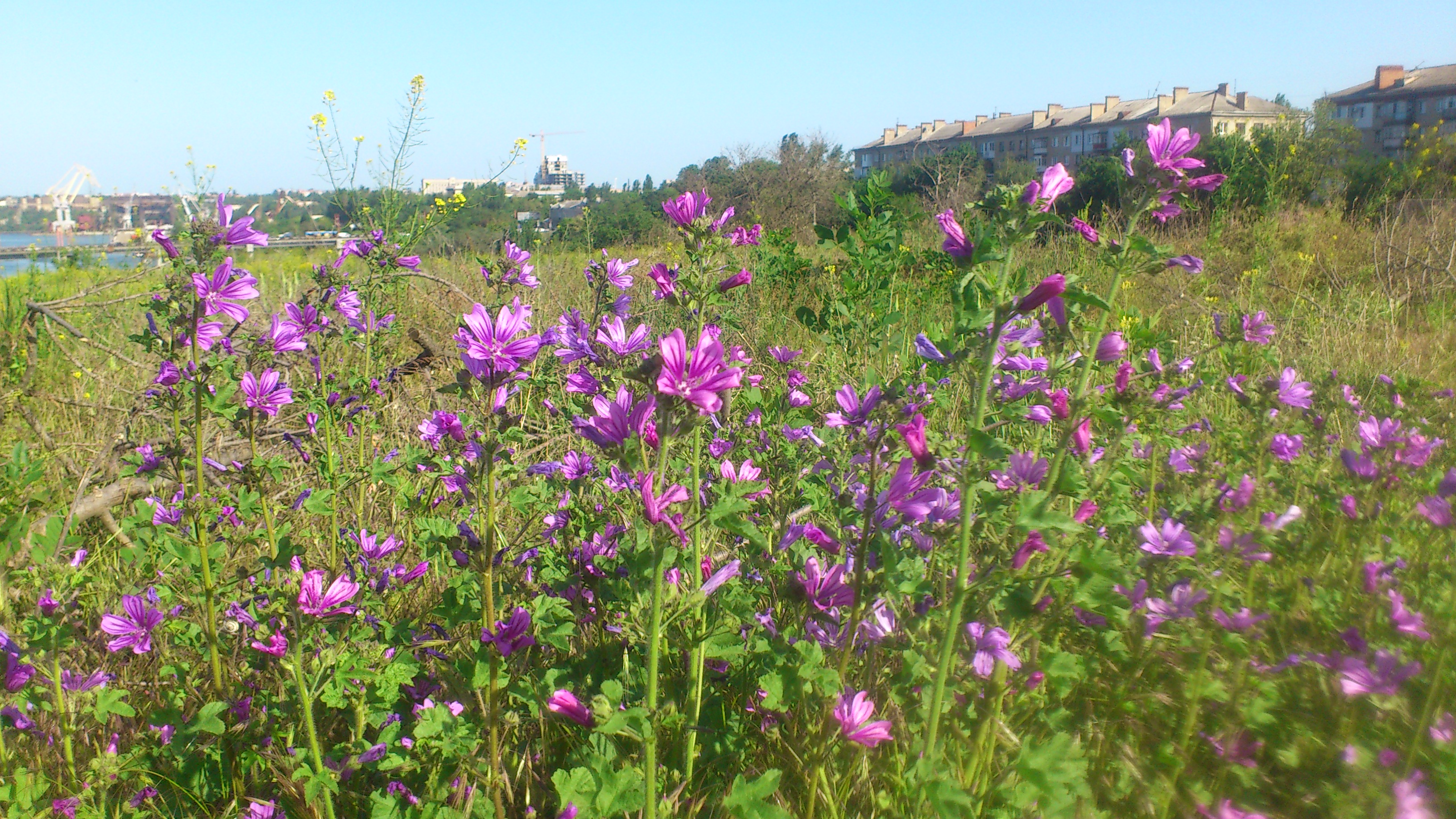
Цветы Дикого Сада

- памятники садово-паркового искусства: «Парк Победы», парк «Народный сад», «Сквер имени 68 Десантников», «Сквер „Аркасовский“», «Бульвар „Флотский“», «Парк „Лески“», «Юных героев», «Парк Юность»;
- ботанический памятник природы «Сквер Память»;
- заповедное урочище «Дубки»;
- лесной заказник «Балабановка»;
- гидрологический заказник «Октябрьское водохранилище»;
- гидрологический памятник природы «Турецкий фонтан»;
- четыре ботанических памятника природы «Дуб черешчатый».

### Климат
Климат города холодный семиаридный (BSk по классификации Кёппена), с умеренной малоснежной зимой и сухим жарким летом с нечастыми но сильными кратковременными грозовыми ливнями.
Среднегодовая температура воздуха составляет 10,7 °C; самая низкая зарегистрированная температура — 10 января 1940-го (−29,7 °C), самая высокая — 3 августа 1998-го (40,1 °C).
В среднем за год в Николаеве выпадает 401 миллиметр атмосферных осадков: меньше всего их в феврале и марте, больше всего — в июне.

#### Зима
Ежегодно образуется снежный покров незначительной высоты до 3-8 см, который, как правило, держится недолго — от 1 до 8 дней, после чего наступают сильные оттепели и снег очень быстро тает.  В среднем же продолжительность залегания снежного покрова за весь зимний период (включая ноябрь и март) составляет около 2 недель. Раз в 3-5 лет случаются эпизоды сильных и продолжительных морозов со снегозавалами.

#### Весна
Почти всегда приходит во второй половине февраля, но часто — неустойчива в начале с кратковременными эпизодами возвращения холодов или даже выпадения снега.

#### Лето
Часто — очень жаркое, сухое и продолжительное. Случаются эпизоды сильнейших грозовых ливней, а также длительных засух.

#### Осень
Довольно однородная, с частыми мелкими дождями, но в целом — сухая, с плавным понижением температур.  Первые заморозки — в ноябре.
| Показатель                                              | Янв. | Фев. | Март | Апр. | Май  | Июнь | Июль | Авг. | Сен. | Окт. | Нояб. | Дек. | Год  |
| ------------------------------------------------------- | ---- | ---- | ---- | ---- | ---- | ---- | ---- | ---- | ---- | ---- | ----- | ---- | ---- |
| Средняя температура, °C                                 | −2   | −0,9 | 3,9  | 10,6 | 16,8 | 21,0 | 23,8 | 23,3 | 17,4 | 10,9 | 4,6   | 0,1  | 10,8 |
| Норма осадков, мм                                       | 30   | 25   | 25   | 24   | 47   | 52   | 38   | 31   | 33   | 32   | 30    | 30   | 396  |
| Средняя скорость ветра, м/с                             | 4,1  | 4,2  | 4,1  | 3,9  | 3,6  | 3,3  | 3,1  | 3,1  | 3,1  | 3,2  | 3,8   | 3,9  | 3,6  |
| Источник: http://www.pogodaiklimat.ru/history/33846.htm |      |      |      |      |      |      |      |      |      |      |       |      |      |

Как и на большей части планеты, на климат Николаева существенное влияние оказывает глобальное потепление, видоизменяя климатические параметры. В целом, климат Николаева стал более теплым — за 30 лет среднегодовая температура поднялась на 0,7 °C. Также стало намного суше — среднегодовое количество осадков сократилось на 72 мм, а это около −15 % от исторического среднего многолетнего значения.

## Административно-территориальное деление

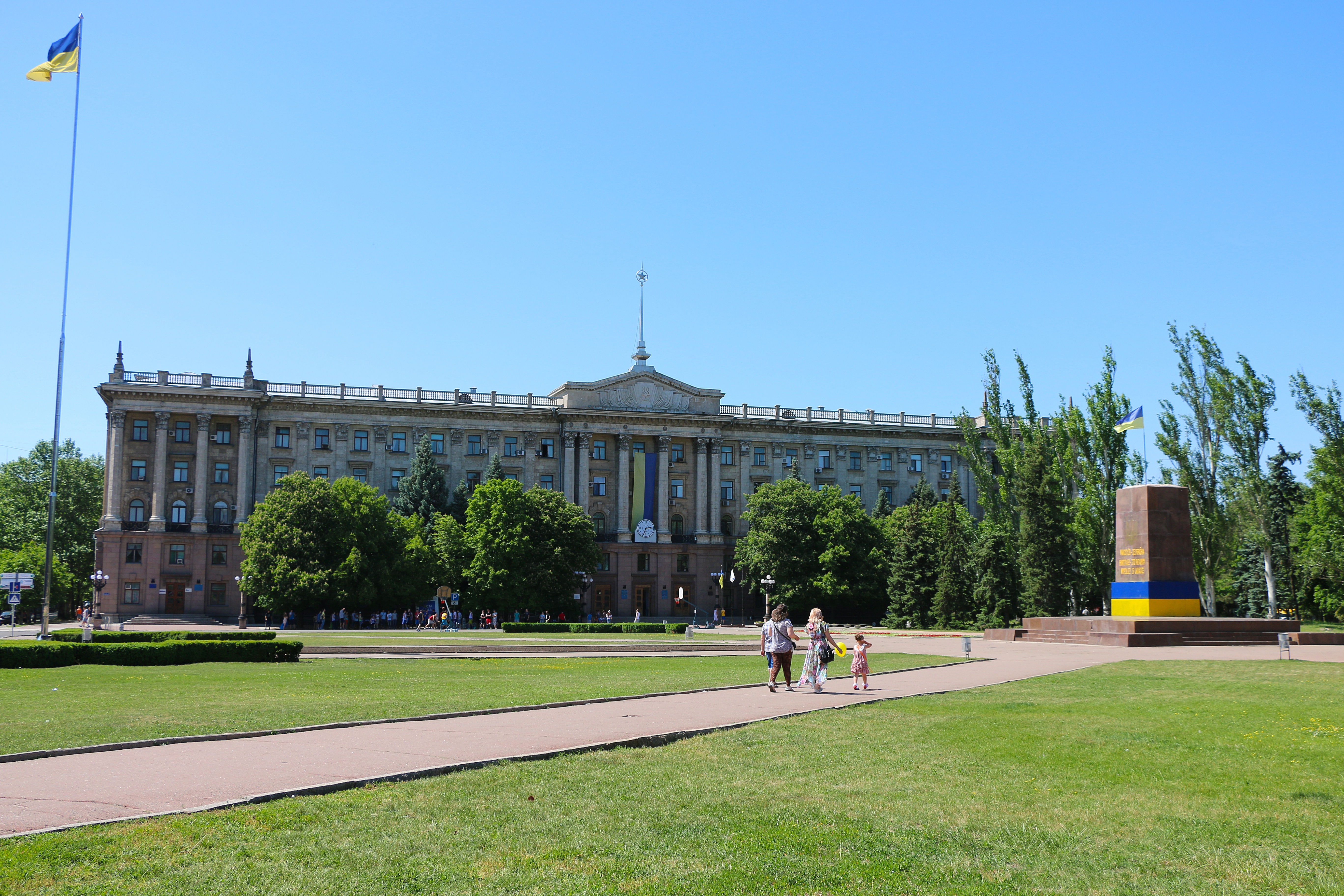
Соборная площадь

Город поделён на четыре внутригородских района: Заводский, Ингульский, Корабельный и Центральный.
Заводский район расположен на западе города. Здесь сосредоточены многие промышленные предприятия. В состав района входят Лески и Намыв, Великая и Малая Корениха.
Ингульский район расположен на востоке Николаева. Помимо прочего, он включает Новое Садоводство, ЮТЗ, Новый и Старый Водопой. Здесь расположены зоопарк, автобусный и железнодорожный вокзалы.
Корабельный район расположен на юге города. Включает Широкую Балку, Богоявленск, Балабановку, Кульбакино.
Центральный район расположен на северо-западе города. Включает исторический центр Николаева, Ракетное Урочище, Темвод, Соляные, Северный, Терновку, Матвеевку, Варваровку.

## Официальная символика
Современный герб утверждён 26 сентября 1997 года. За основу был принят герб 1883 года, с которого убрали герб Херсонской губернии.
Современный флаг утверждён 2 июля 1999 года. Он представляет собой белое полотнище с изображением герба и двумя волнистыми горизонтальными полосами.
Гимн Николаева создан авторским коллективом под руководством Сироты А. А. В авторском коллективе: Сирота А. А., директор Николаевского государственного высшего музыкального училища, заслуженный деятель искусств Украины; Сидоренко-Малюкова Т. С., композитор; Лачинов Ю. Б.; Николайчук Н. И., преподаватель Николаевского государственного высшего музыкального училища, заслуженный работник культуры Украины; Кремень Д. Д., поэт, переводчик, лауреат Шевченковской премии; Пучков В. Ю., поэт, главный редактор местной газеты «Вечерний Николаев», заслуженный журналист Украины; Болдусев О. В. 11 сентября 2004 года Николаевский городской совет своим решением № 23/4 утвердил текст, партитуру и положение про порядок использования гимна города Николаев.

## Экономика

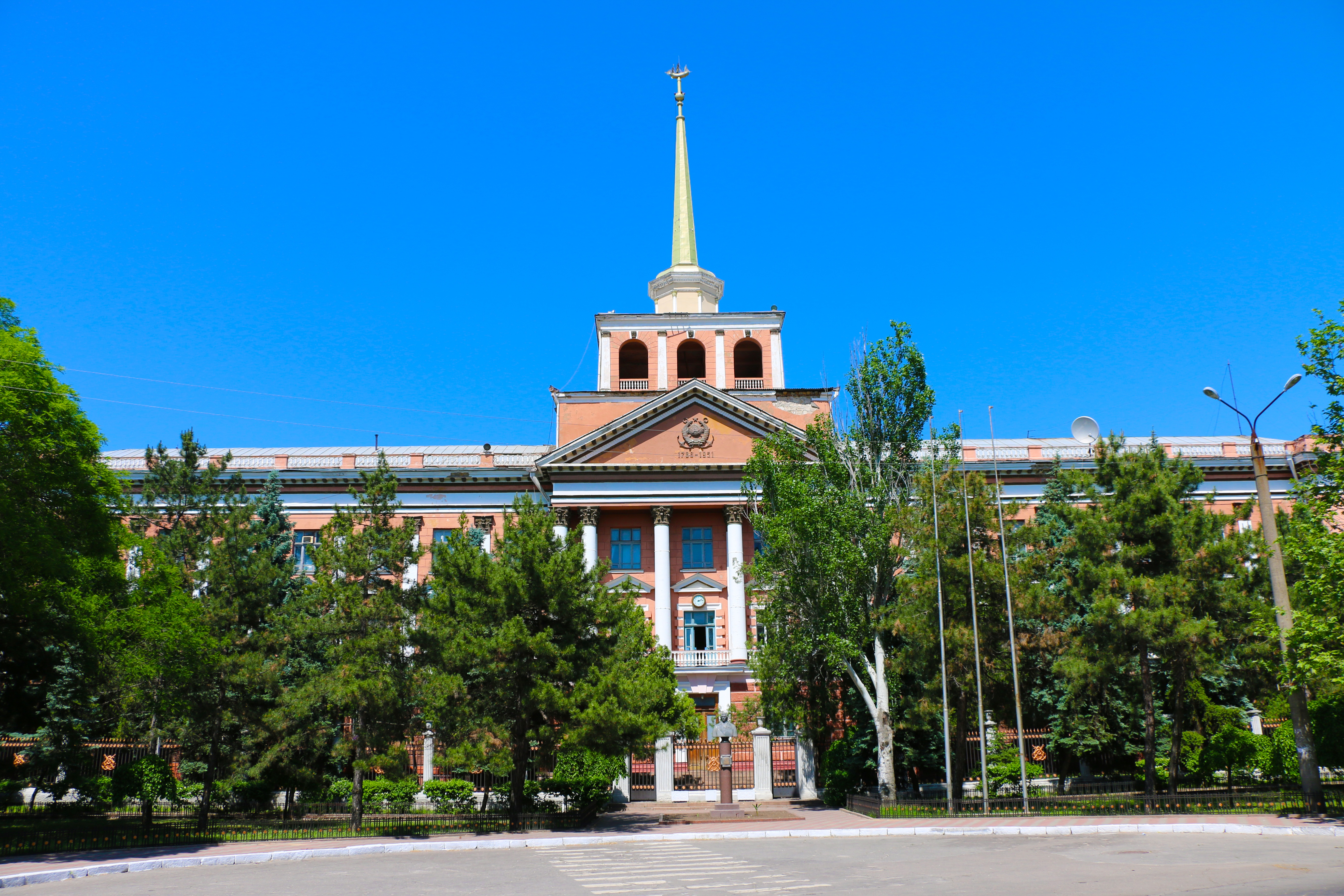
Управление Николаевского судостроительного завода

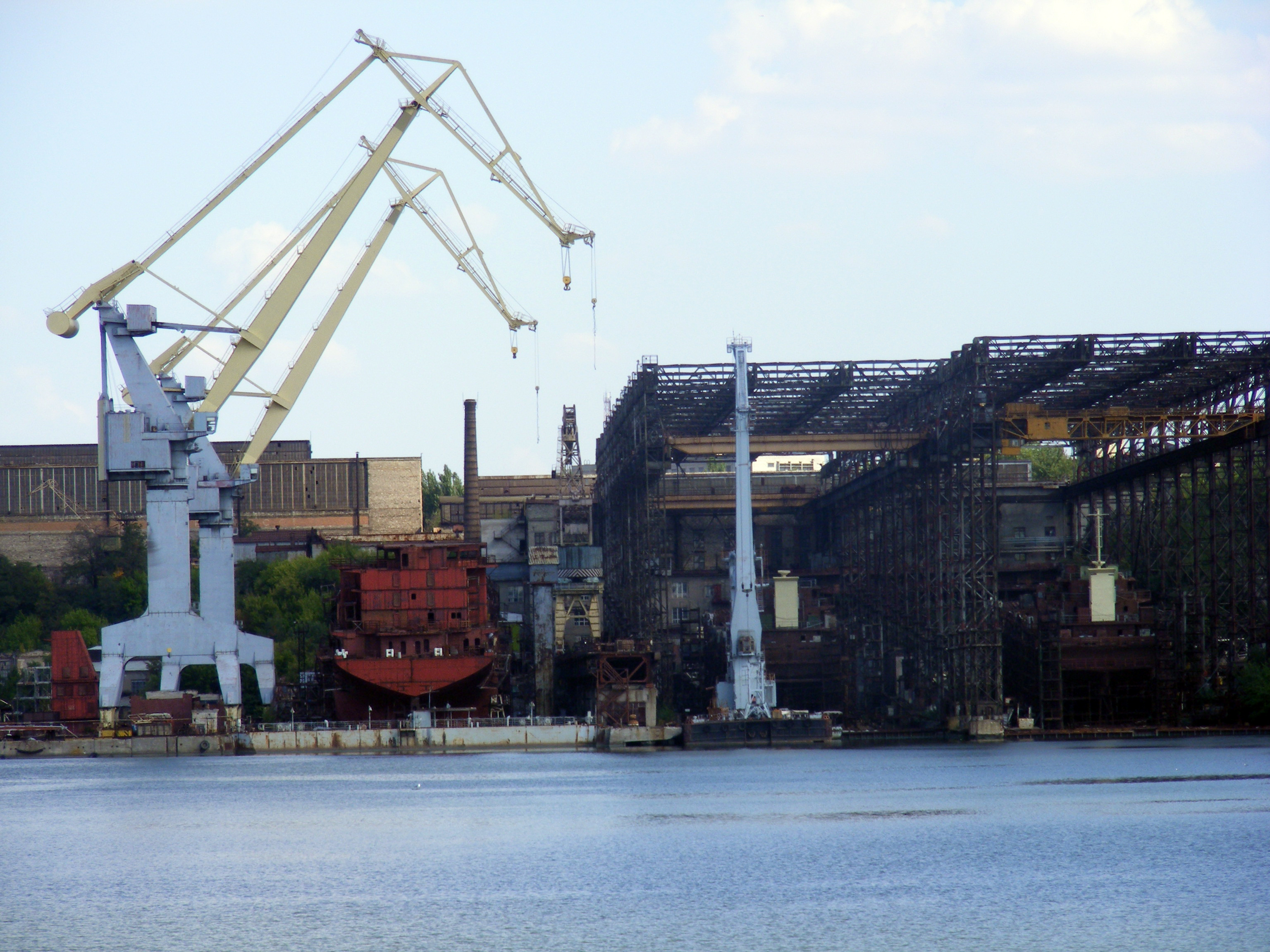
Николаевский судостроительный завод

В структуре промышленности Николаева основное место занимает машиностроение и металлообработка, среди которых выделяются такие области, как судостроение и энергетическое машиностроение.
Судостроение представлено в Николаеве тремя судостроительными заводами, которые способны строить и поставлять корабли. Это Черноморский судостроительный завод, Николаевский судостроительный завод и завод «Океан». К судостроительной области принадлежит также ряд предприятий, которые обеспечивают производство судового оснащения.
Кроме этого, в городе расположены предприятия электротехнической и электронной промышленности. Предприятие «Зоря — Машпроект» изготавливает многопрофильные газотурбинные двигатели и установки, которые используются как для оборудования кораблей, так и для транспортировки природного газа и производства электроэнергии.
Одним из крупнейших предприятий города является «Николаевский глинозёмный завод», который производит глинозём — сырье для производства алюминия.
Крупным предприятием также является Николаевский авиаремонтный завод «НАРП».
Кроме тяжёлой промышленности, в городе развита пищевая промышленность — здесь расположены производитель соков «Сандора», производитель молочной продукции «Лакталис-Николаев», пивзавод «Янтарь», предприятия «НИБУЛОН», «Эвери», «Inagro» Bunge, Cofco Agri, «ОилТрансТерминал», «Кернел», «Ника-Тера». Ранее работал ликёро-водочный завод.
Экономика города более, чем на 35 % зависит от хранения, перевалки продукции (масло, зерно, уголь, глина и др.), стивидорских услуг, что делает город одним из главных транспортных хабов Украины наравне с Одессой, Южным, Черноморском с грузооборотом 21,2 млн т ежегодно.
Николаев является крупным транспортным узлом Украины, в городе расположено 4 (и ещё 1 вблизи города) порта: Николаевский морской торговый порт, СМП «Ольвия», Николаевский речной порт, специализированный порт (терминал) Ника-Тера, Днепро-бугский морской порт. Главные экспортируемые товары: продукция сельского хозяйства, масла, глина, уголь, сера, металлолом, пиломатериалы, военная техника.

### Энергетика
Николаевская теплоэлектроцентраль имеет установленную электрическую мощность 40 МВт, тепловую мощность — 410 Гкал/год. ТЭЦ обслуживает около 39,4 тыс. потребителей города.

### Транспорт

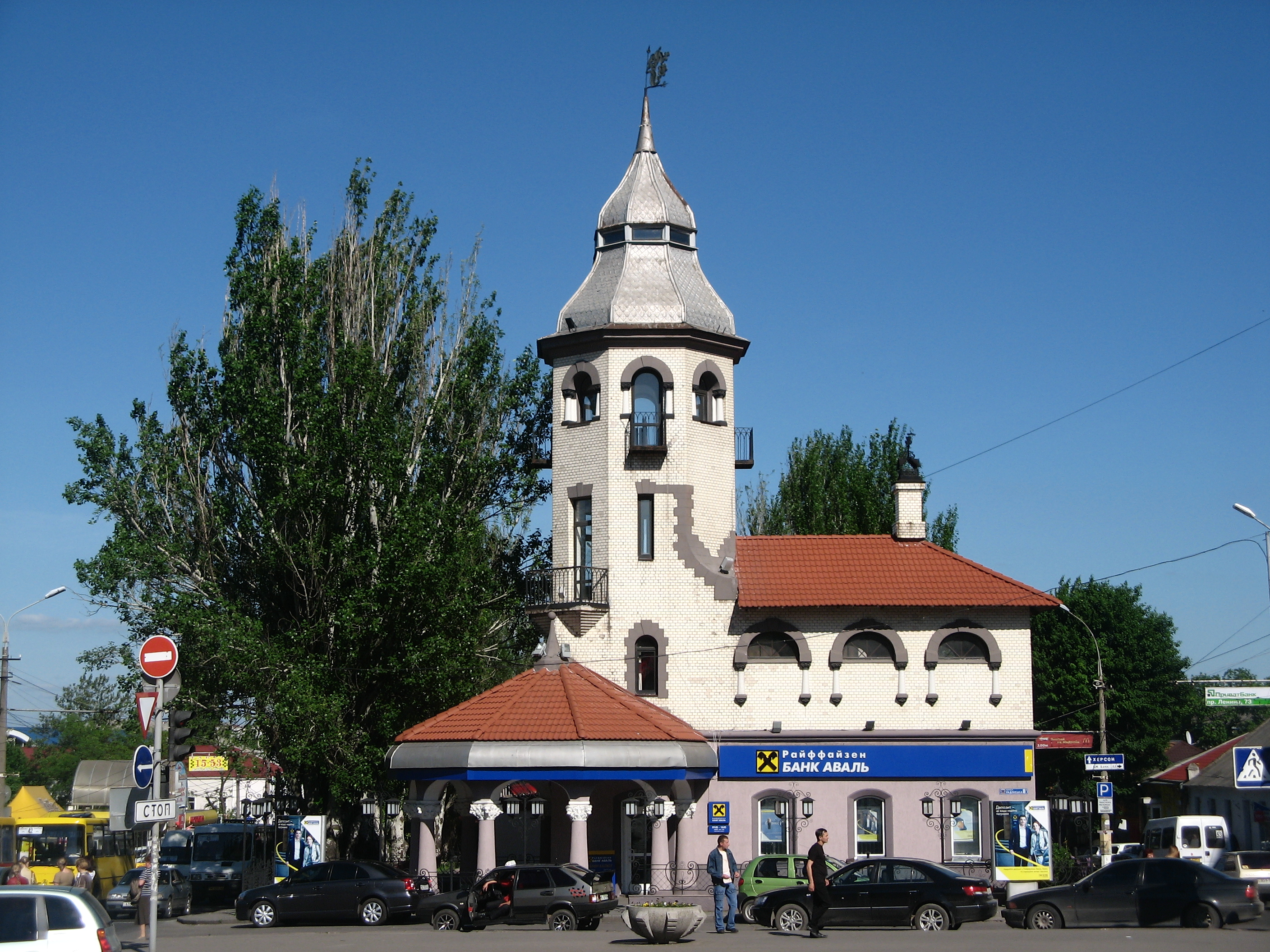
Первая трамвайная подстанция

Через Николаев проходят Евро-азиатский транспортный коридор и транспортный коридор Черноморского экономического сотрудничества. В городе расположен международный аэропорт, возобновивший свою работу в 2018 году.
Основу городского транспорта составляют маршрутные такси, троллейбус, трамвай.

### Связь
Операторов сотовой связи в Николаеве четыре, это — Киевстар, Интертелеком, Vodafone и lifecell. Все работают в стандарте 4G. В городе множество зон и кафе, где можно пользоваться Wi-Fi. Телевидение в основном кабельное. Крупнейший оператор НКТВ. Также в Николаеве ведется цифровое наземное вещание в стандарте DVB-T2.

## Общество

### Образование

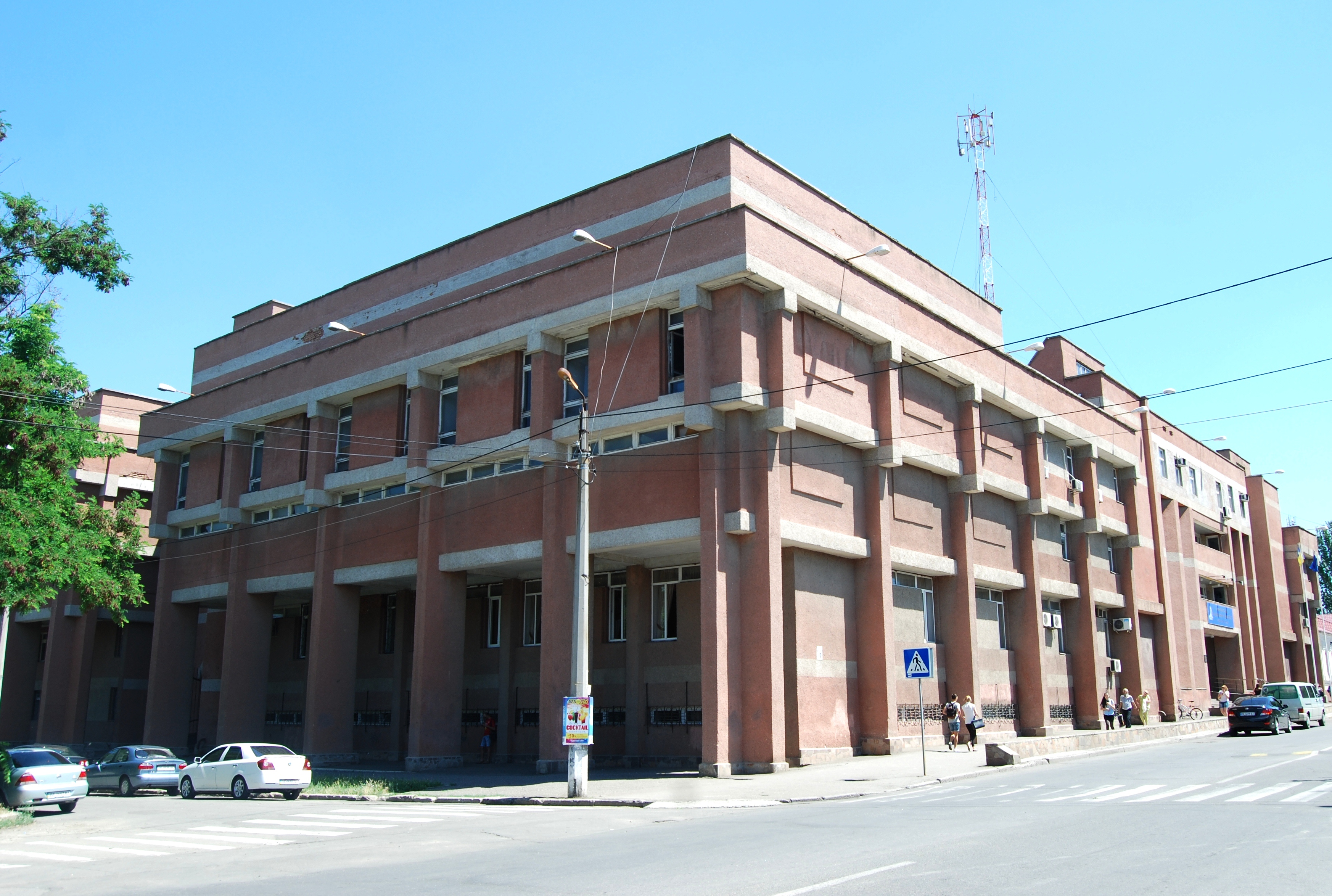
Черноморский национальный университет имени Петра Могилы

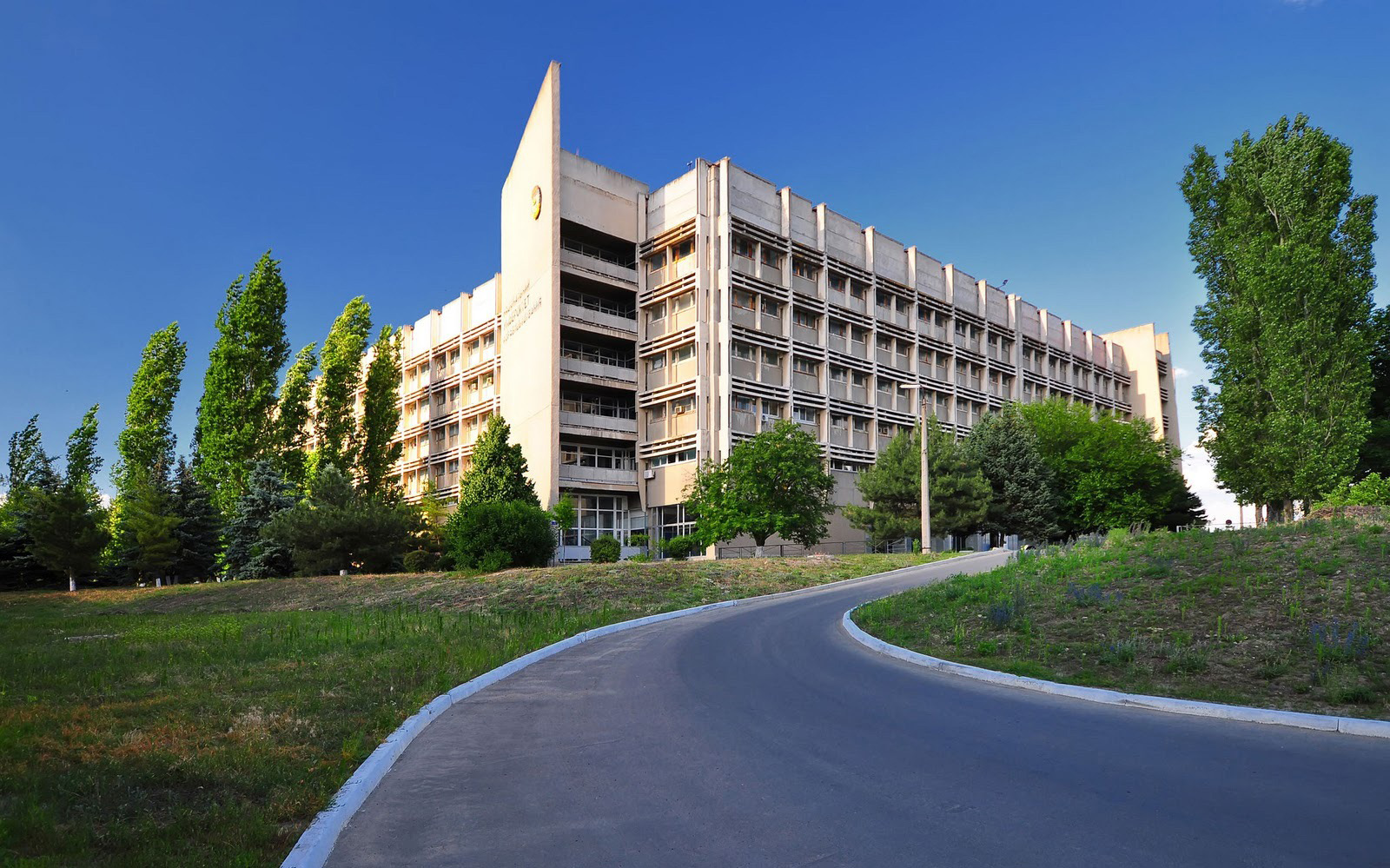
Национальный университет кораблестроения имени адмирала Макарова

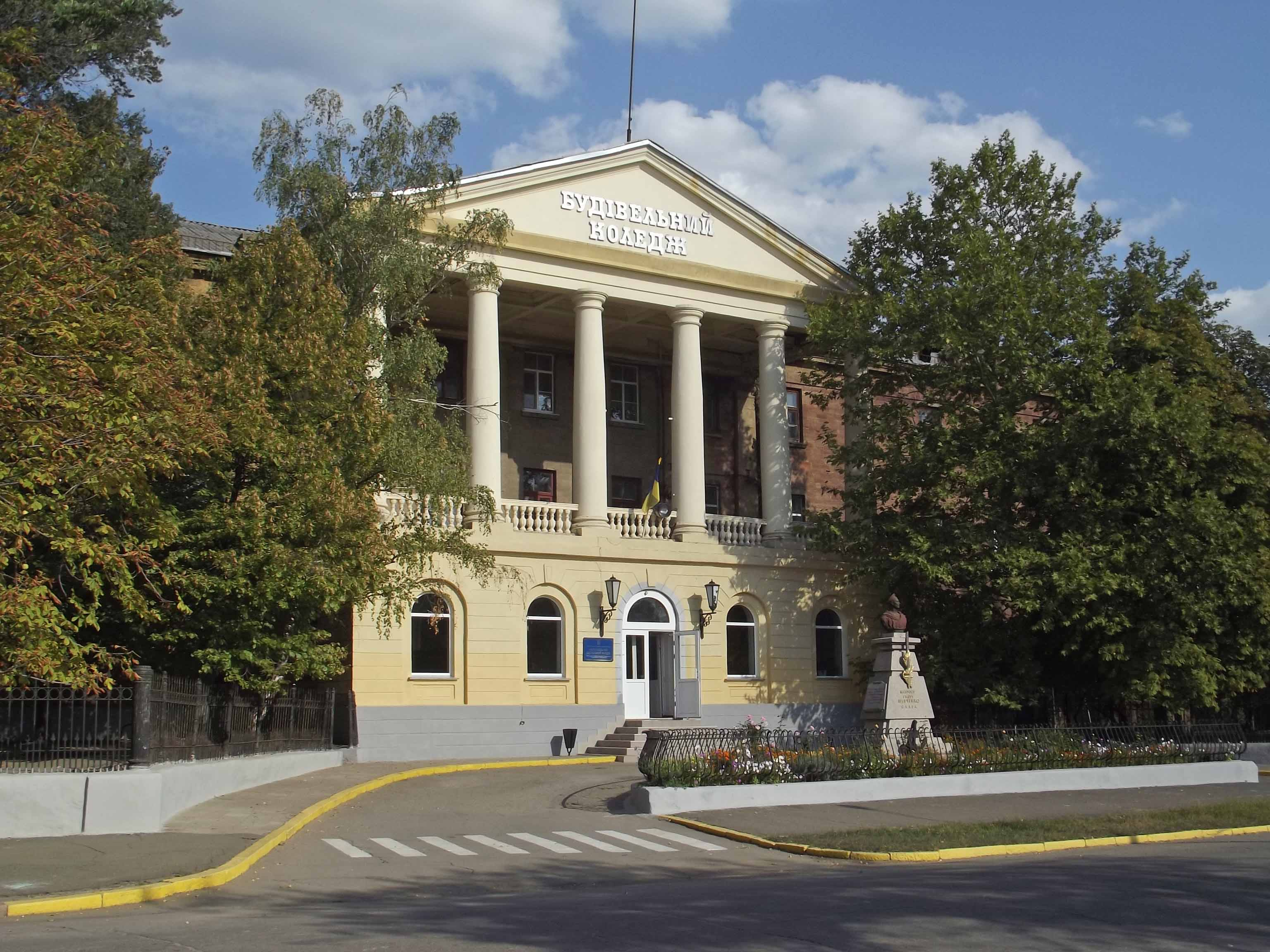
Строительный колледж

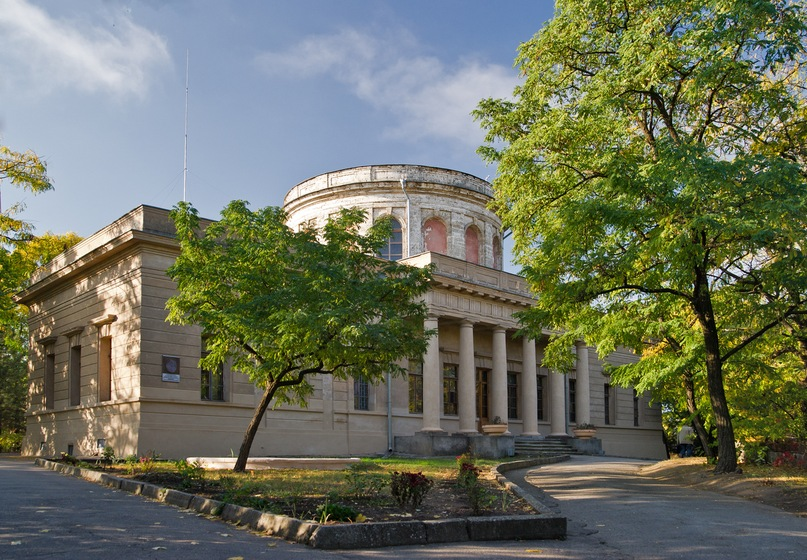
Николаевская астрономическая обсерватория

В Николаеве расположено десять вузов ІІІ—IV уровня аккредитации:
- Национальный университет кораблестроения имени адмирала Макарова;
- Николаевский национальный университет имени В. А. Сухомлинского;
- Николаевский национальный аграрный университет;
- Черноморский национальный университет имени Петра Могилы;
- Южнославянский институт Киевского славистического университета (первоначально основанный как филиал Киевского славистического университета[укр.]), в 2012 году присоединен к Николаевскому национальному университету имени В. А. Сухомлинского;
- Николаевский филиал Киевского национального университета культуры и искусств;
- Николаевский институт права Национального университета «Одесская юридическая академия»;
- Николаевский межрегиональный институт развития человека высшего учебного заведения «Открытый международный университет развития человека „Украина“»[uk];
- Николаевский филиал частного высшего учебного заведения «Европейский университет»[uk];
- Международный технологический университет «Николаевская политехника».

В городе действует 65 общеобразовательных школ, лицеев, гимназий, коллегиумов, 3 вечерних школы, 71 дошкольное учебное учреждение, а также 12 частных и ведомственных учебных заведений.
Среди библиотек Николаева:
- Николаевская областная универсальная научная библиотека;
- Николаевская областная библиотека для юношества;
- Николаевская областная библиотека для детей[uk] имени В. Лягина;
- Центральная библиотека имени М. Л. Кропивницкого;
- Центральная городская библиотека для детей[uk] имени Шуры Кобера и Вити Хоменко;
- Научно-педагогическая библиотека города Николаева.

### Религия
Николаев является центром Николаевской и Очаковской епархии Московского патриархата, которой на территории города принадлежит 18 храмов. Центр Николаевской епархии Православной церкви Украины. Широко представлены религиозные организации и других конфессий.
В 1902 году в Николаеве родился один из виднейших еврейских деятелей XX века Менахем Мендл Шнеерсон.
|                   |                        |                   |                                |                            |
| Армянская церковь | Свято-Никольский собор | Лютеранская кирха | Католический костёл св. Иосифа | Собор Рождества Богородицы |

### Здравоохранение
Медицинская отрасль города представлена различными лечебно-профилактическими заведениями: шестью больницами (больница скорой медицинской помощи, городские больницы № 1, № 3, № 4, № 5, городская детская больница № 2), тремя роддомами, семью центрами первичной медико-санитарной помощи, четырьмя поликлиниками для детей, центром социально-значимых болезней, и четырьмя стоматологическими поликлиниками.
В сентябре 2009 года открылся Музей истории медицины и охраны здоровья населения г. Николаева. Музей расположен в управлении здравоохранения, в нём представлены материалы с момента зарождения медицины в городе по настоящее время.

### Культура и искусство
Театры
В Николаеве есть три театра — Николаевский академический украинский театр драмы и музыкальной комедии, Николаевский государственный театр кукол и Николаевский академический художественный русский драматический театр. Также действует Николаевская областная филармония.
|                                    |                |                                              |                              |                                        |
| Художественный драматический театр | Шахматный клуб | Украинский театр драмы и музыкальной комедии | Детская художественная школа | Музей подпольной и партизанской борьбы |

Музеи
В городе действуют Николаевский областной краеведческий музей, Музей судостроения и флота (филиал краеведческого), Музей подпольно-партизанского движения в годы Великой Отечественной войны, художественный музей имени В. В. Верещагина.

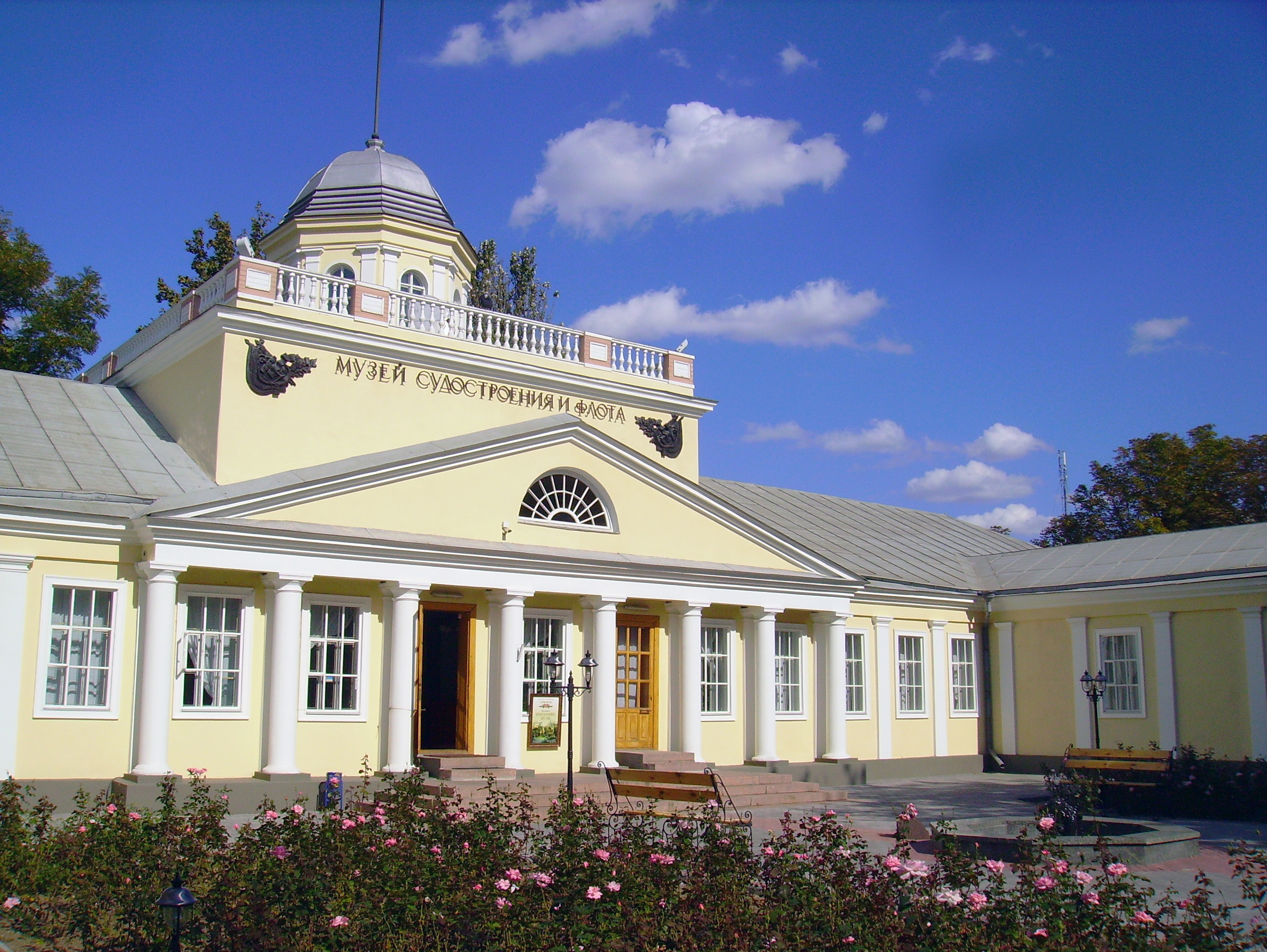
Музей судостроения и флота
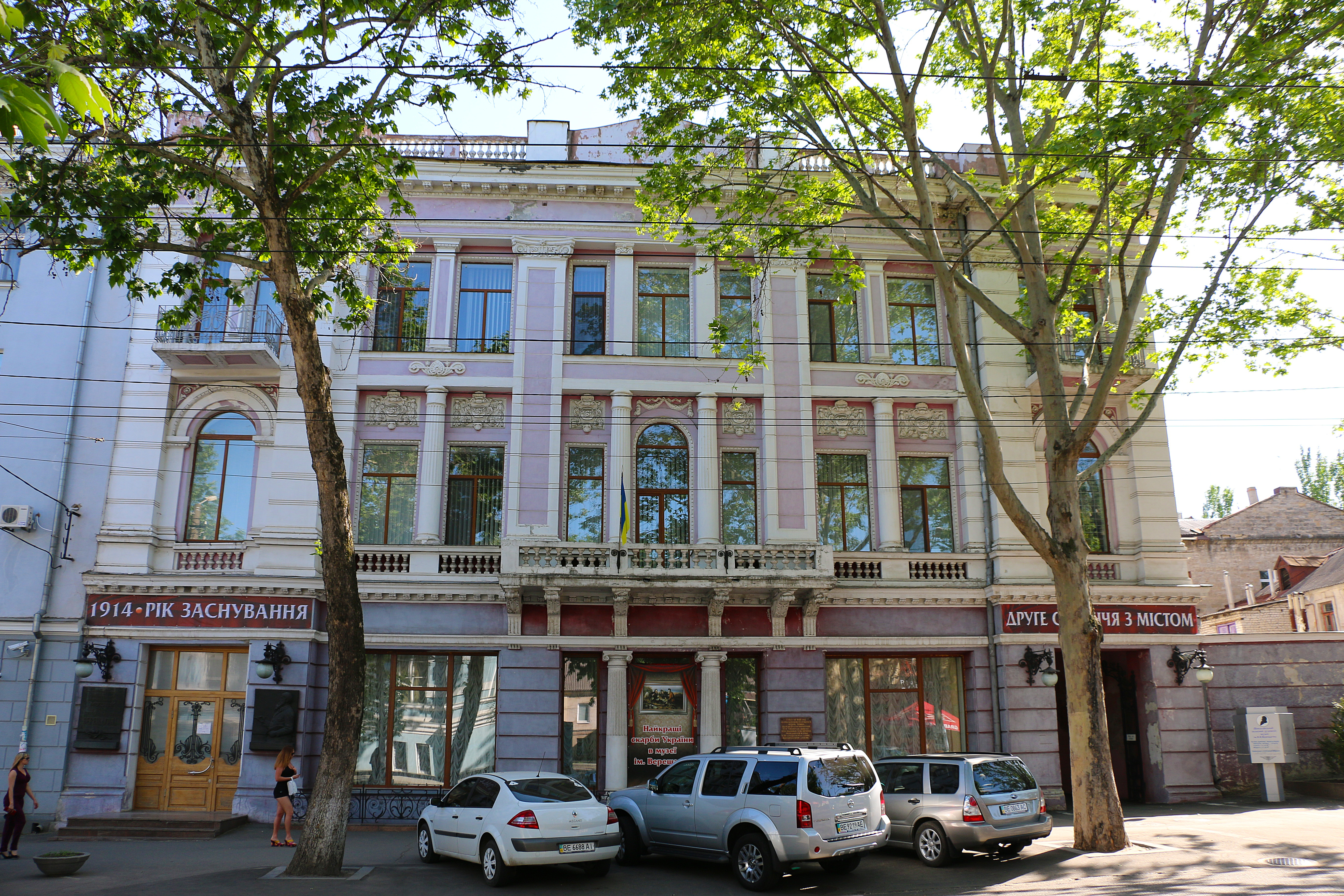
Художественный музей имени В. В. Верещагина
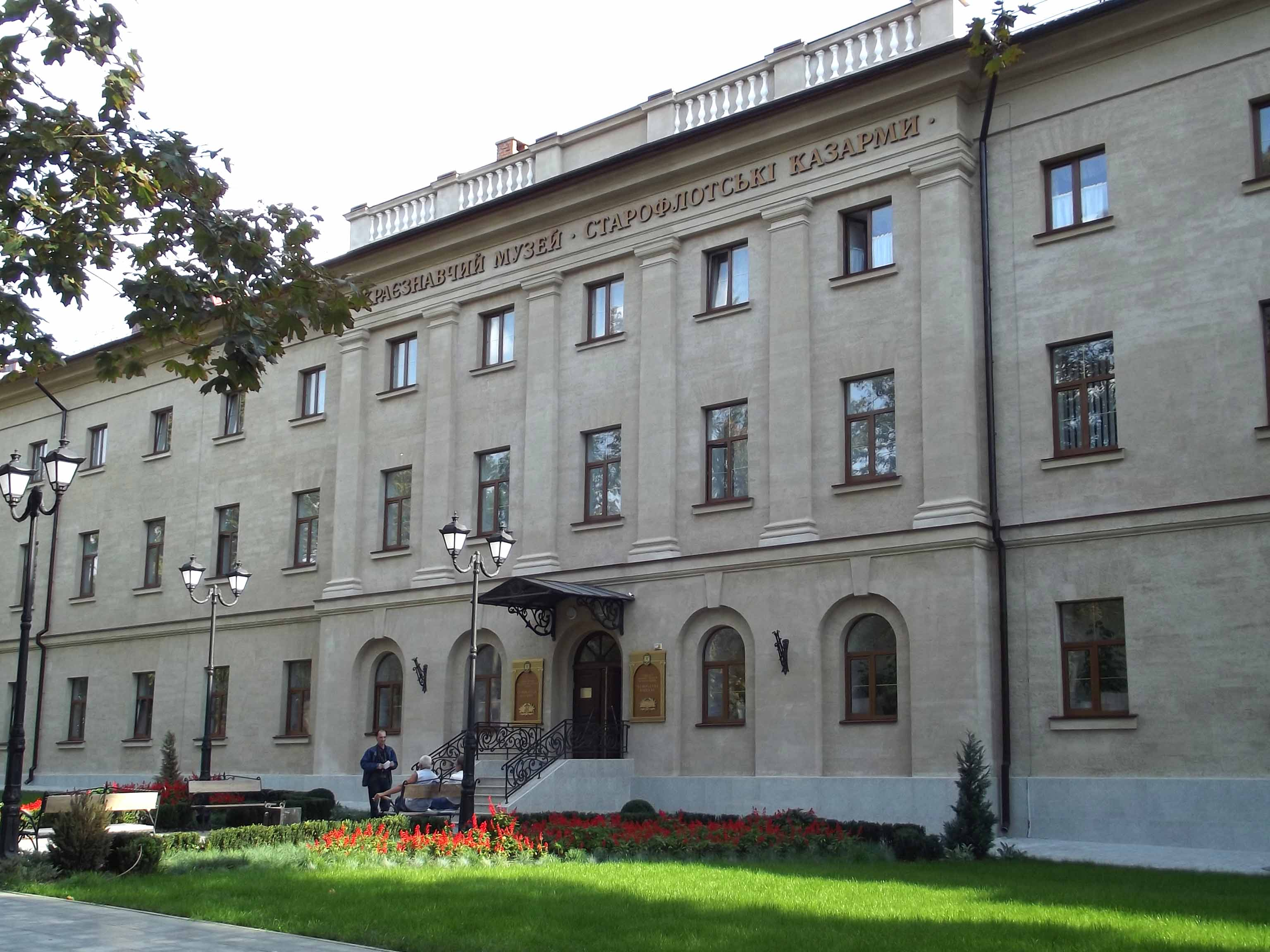
Краеведческий музей
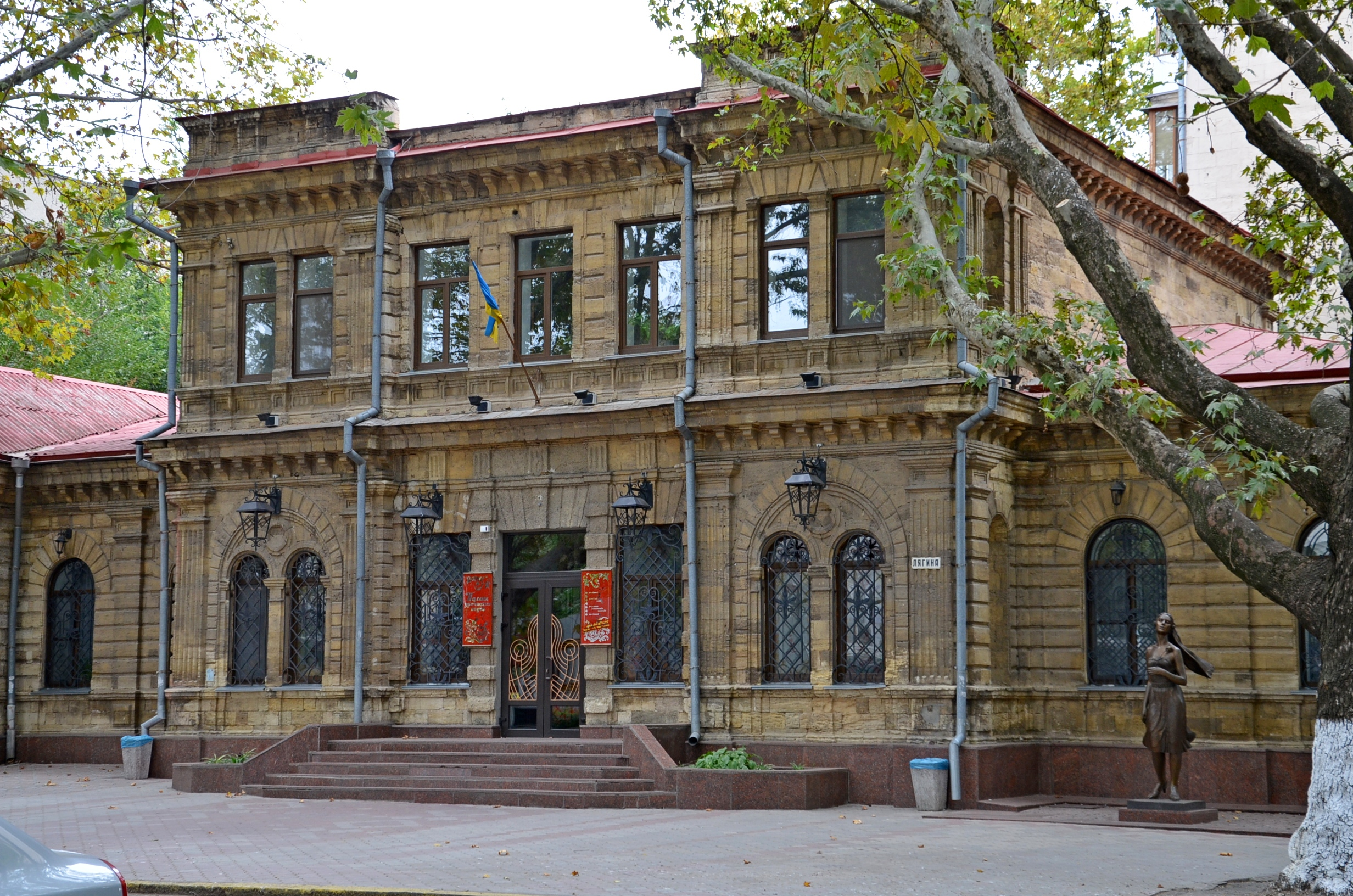
Здание первой библиотеки (ныне Городской дом культуры и торжеств)

Кинотеатры
В Николаеве три действующих кинотеатра — «Родина», «Пионер» и «Мультиплекс». Ранее также существовали кинотеатры «Хроника», «Искра», «Космос», «Ильича», «им. Горького» и «Юность».

### Средства массовой информации
В городе выходят такие печатные издания, как «Вечерний Николаев», «Николаевские новости», «Южная правда». Многие печатные издания имеют интернет-версии, но существуют и самостоятельные интернет-издания: «Nikolaev-City», «НикВести», «Новости-Н», «Преступности НЕТ», «Podrobnosti.mk.ua», «INSHE.TV», «СВІДОК.info». Новостной журнал «Sfera — info». Международные радиостанции «Шансон Плюс» и «Sfera Music».

### Спорт

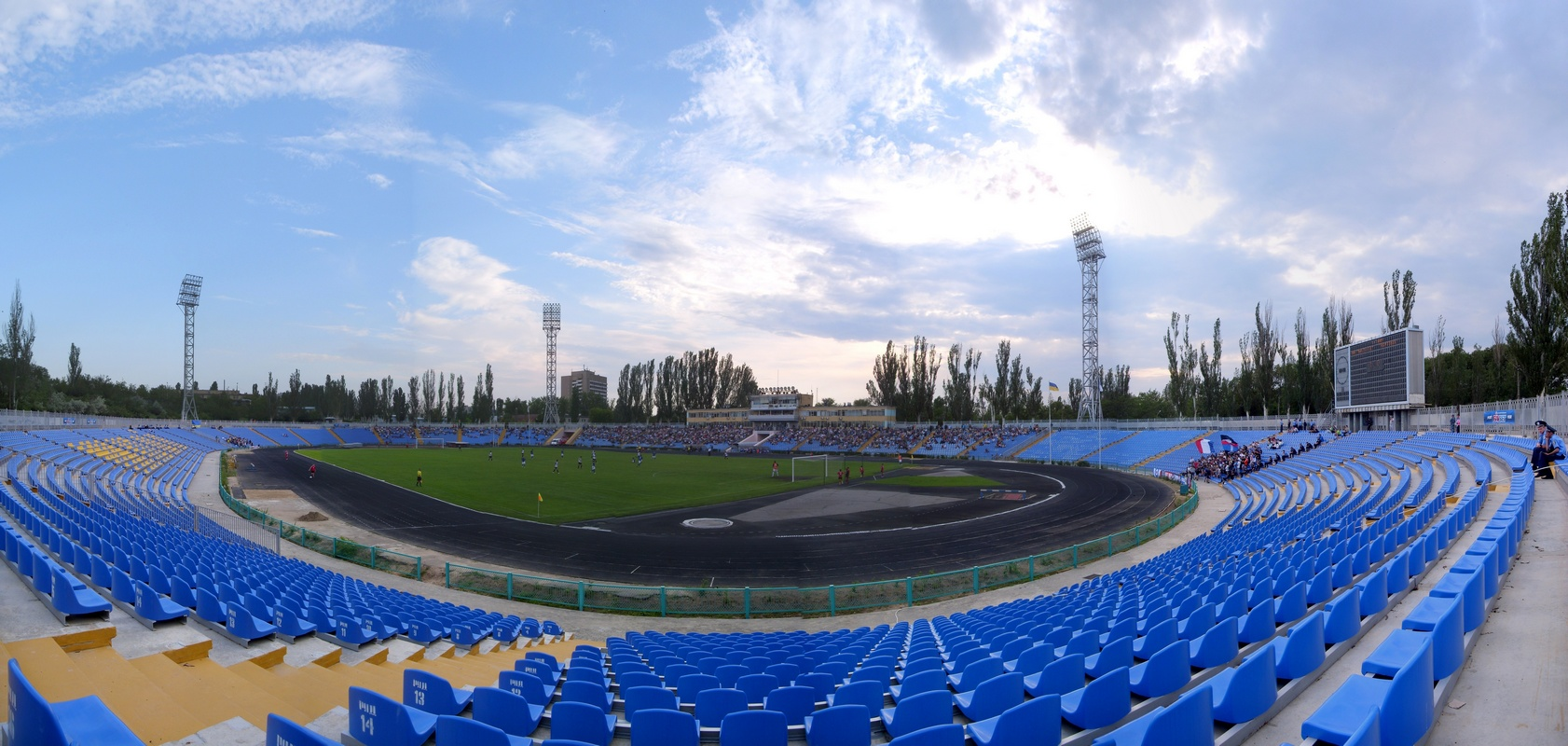
Центральный городской стадион

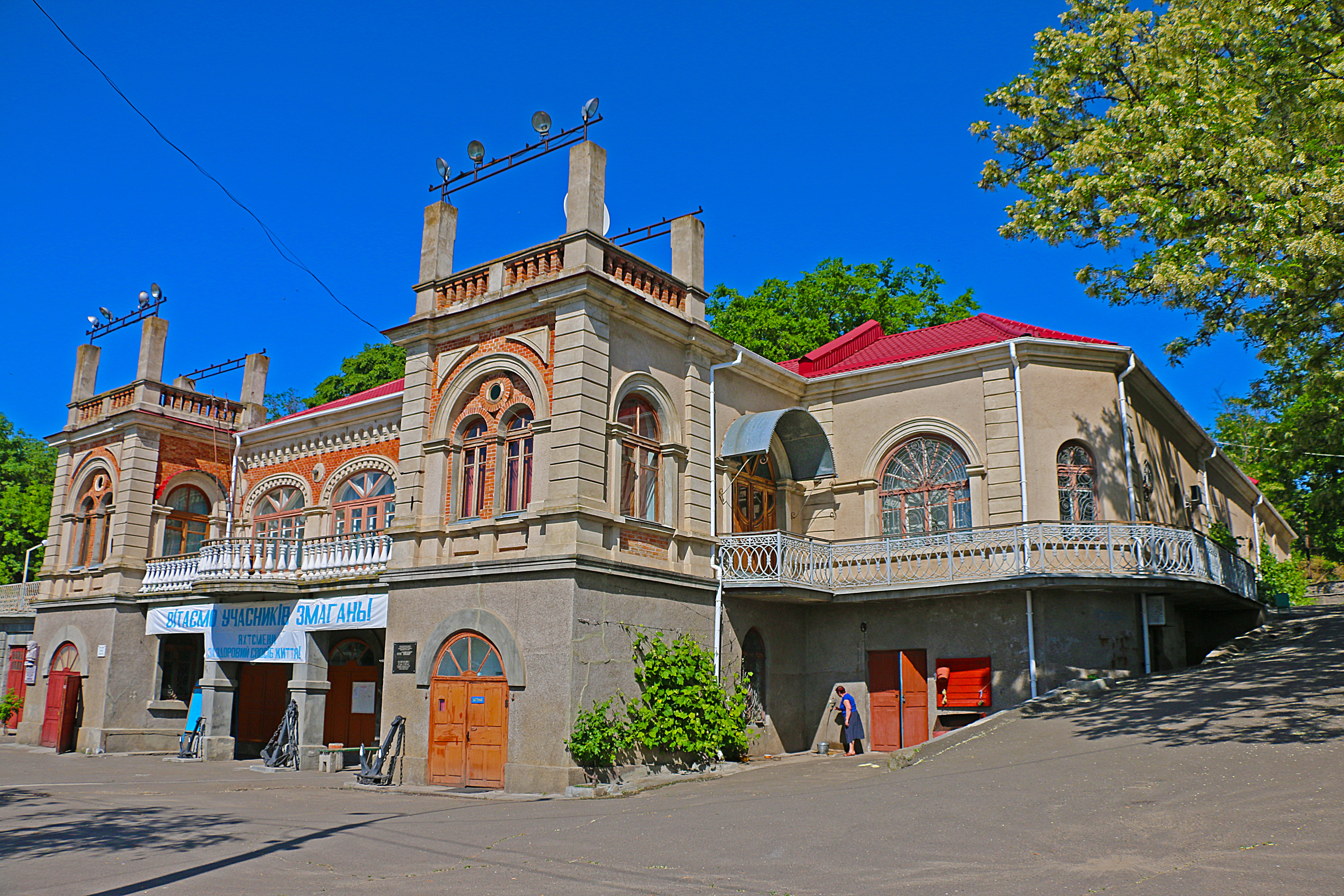
Николаевский яхт-клуб

В Николаеве работают 25 детско-юношеских спортивных школ по 36 видам спорта, в которых занимаются около 9200 чел. (по данным на середину 2000-х гг.).
Подготовку профессиональных спортсменов осуществляет Николаевское высшее училище физической культуры и спорта.
В городе расположены 5 стадионов, самый большой из которых Центральный городской стадион, также более 100 спортивных залов, 4 плавательных бассейна, более 20 теннисных кортов.
Честь города во всеукраинских соревнованиях защищают Муниципальный баскетбольный клуб «Николаев» и Муниципальный футбольный клуб «Николаев» (выступает в 1-й лиге Чемпионата Украины по футболу). В американском футболе город представляет команда «Николаевские Викинги».
Учитывая географическое положение города, в Николаеве получил широкое развитие парусный спорт.
Николаев гордится и своей конноспортивной школой в мкр. Варваровка, которая воспитала и вырастила Виктора Погановского, заслуженного мастера спорта СССР, чемпиона Олимпийских игр 1980, двадцатикратного чемпиона СССР по конкуру.
Наиболее титулованные спортсмены Николаева
- Инга Бабакова (легкая атлетика, прыжки в высоту)
- Евгений Деревяга (футбол)
- Илья Кваша (прыжки в воду)
- Ольга Харлан (фехтование)
- Елена Хомровая (фехтование)
- Оксана Цыгулева (прыжки на батуте)
- Виктор Погановский (конный спорт)

## Награды и знаки отличия
31 декабря 1970 года город был награждён Орденом Трудового Красного Знамени «за успехи, достигнутые трудящимися города в выполнении заданий пятилетнего плана по развитию промышленного производства».
В честь Николаева назван астероид, открытый в Крымской астрофизической обсерватории в 1982 году.
В 2009 году Национальный банк Украины выпустил юбилейную монету номиналом 5 гривен, посвящённую 220-летию города.
25 марта 2022 года за «подвиг, массовый героизм и стойкость граждан <…> во время отпора вооружённой агрессии Российской Федерации против Украины» президент Украины Владимир Зеленский наградил город званием «Город-герой Украины».

Монеты и почтовые марки, посвященные Николаеву
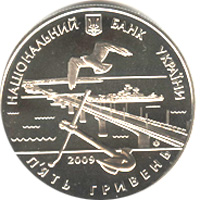
5 гривен
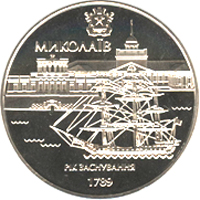
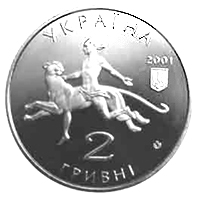
2 гривны
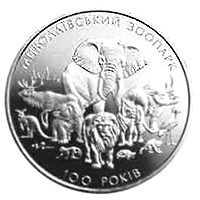
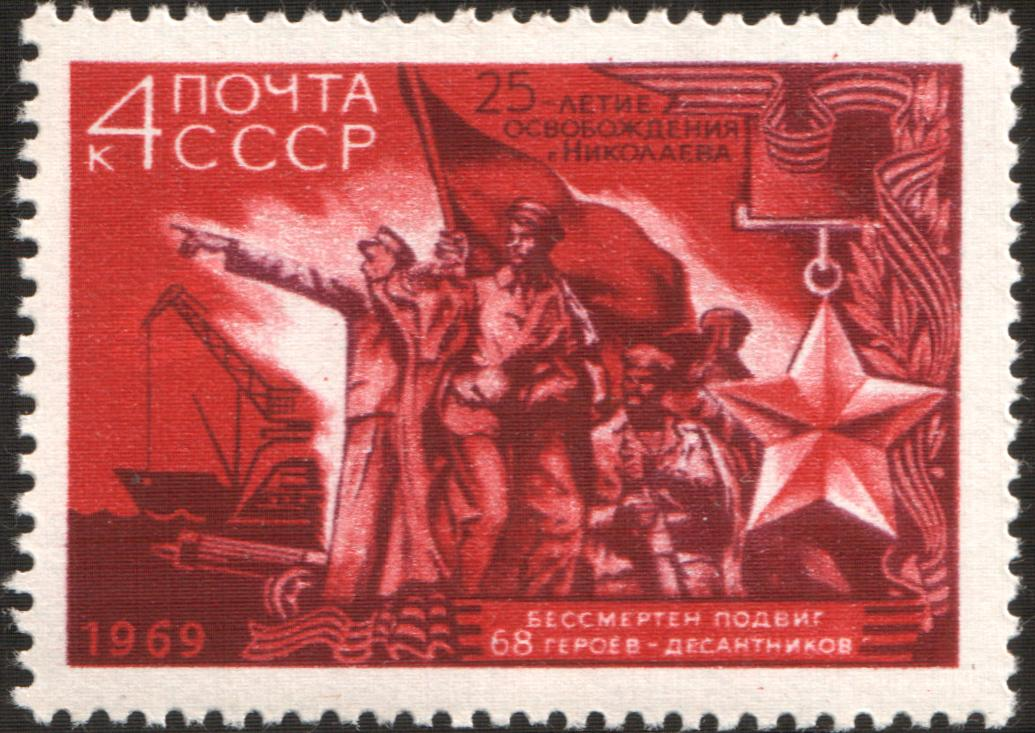
25 лет освобождению г. Николаева от фашистской оккупации
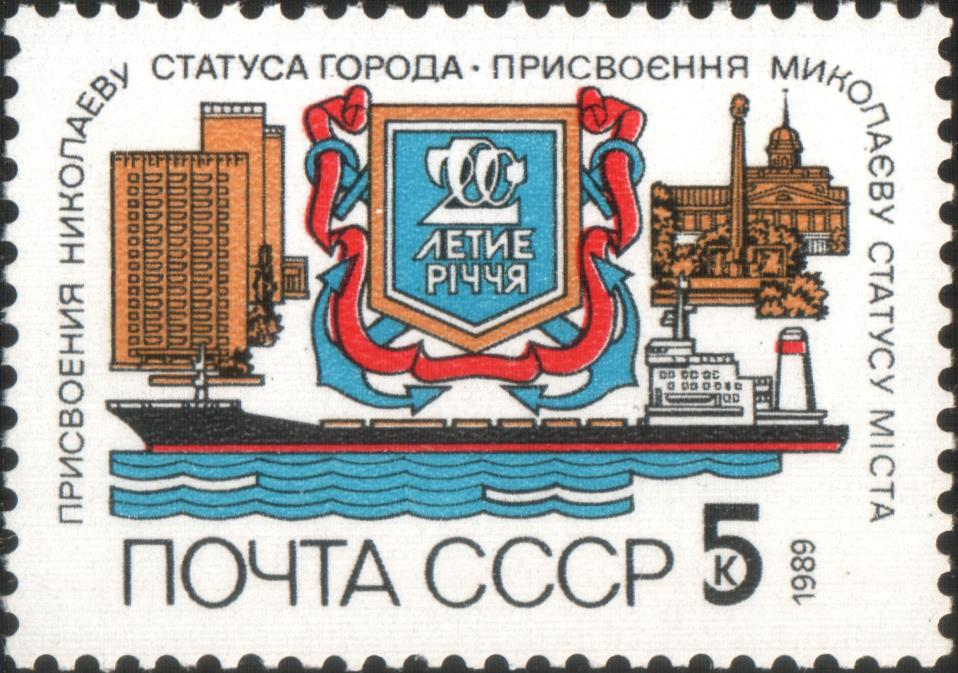
Почтовая марка СССР. 200-летие присвоения Николаеву статуса города

## Международные отношения
Николаев входит в состав Международного черноморского клуба и Всемирного совета экологических инициатив (ICLEI).
У Николаева 9 городов-побратимов:
- Батуми (с 1995 года);
- Триест (c 1996 года);
- Бурса (c 2001 года);
- Галац (с 2002 года);
- Плевен (с 2005 года);
- Боржоми (с 2006 года);
- Дэчжоу (с 2009 года);
- Могилёв (с 2009 до 2022 года)[77];
- Кутаиси (с 2012 года);

С этими городами, а также с островом Тинос (Греция) и Браславским районом Витебской области Белоруссии Николаевский городской совет заключил соглашения о сотрудничестве.